# Giovanni Lanfranco
Ne doit pas être confondu avec Giovanni Lanfranco (musicien).
Giovanni Lanfranco (Parme, 26 janvier 1582 - Rome, 30 novembre 1647) est un peintre et graveur baroque de l'école de Parme, connu pour sa maîtrise des jeux de lumière et son « perspectivisme aérien. »
Avec les Carracci, Guido Reni, Francesco Albani, Le Dominiquin et Le Guerchin, il est l'un des plus grands peintres baroques d'origine émilienne, principalement axé sur l'exécution de retables plutôt que sur des œuvres à usage privé.
Il est particulièrement actif à Parme, à Rome et à Naples, où il crée de grands cycles de fresques ; il propose des solutions parmi les plus innovantes de la peinture du XVIIe siècle dans les coupoles et voûtes des églises et des édifices urbains.

## Biographie

### Jeunesse et formation
Giovanni Lanfranco est né à Parme à proximité de l'église Santa Caterina de Parme, de Stefano et Cornelia ; il est baptisé dans le baptistère de Parme.
Sa carrière commence comme page au service du comte Orazio Scotti à Plaisance, qui découvre son talent et l'envoie chez Agostino Carracci, alors au service du duc Ranuce Ier Farnèse, qui a passé commande pour la réalisation de la peinture des plafonds du palais ducal de Parme, où le jeune Lanfranco reste comme apprenti du milieu de 1599 jusqu'à la mort subite d'Agostino en 1602.
À la mort d'Agostino, le 23 février 1602, Giovanni, âgé de vingt ans, se rend à Rome et intègre l'atelier d'Annibale Carracci, où il reste jusqu'en 1605 environ. Selon Giulio Mancini, Ranuce Ier Farnèse y a organisé le transfert de Lanfranco et Sisto Badalocchio.

### Rome (1602-1634)

#### Dans l'atelier d'Annibale Carracci

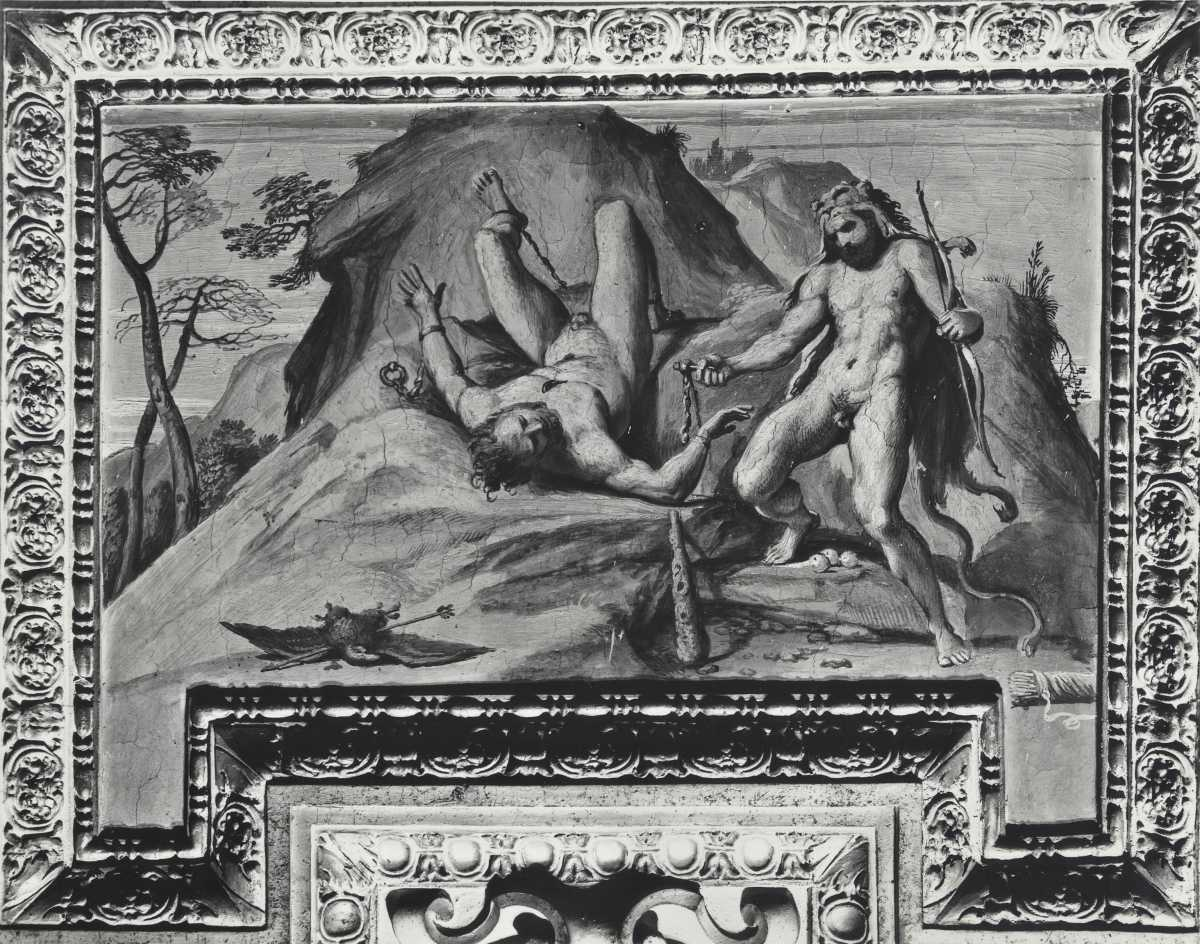
Hercule libérant Prométhée, un des cycles de la galerie Farnèse d'Annibale Carracci dans lequel Lanfranco est intervenu.

Sous la direction d'Annibale Carracci et avec d'autres élèves de l'atelier, dont Le Dominiquin, Francesco Albani et Sisto Badalocchio, il participe à la décoration de la chapelle Herrera dans l'église San Giacomo degli Spagnoli et aux fresques de la galerie Farnèse. Il y crée de manière plus ou moins indépendante au moins trois scènes rectangulaires disposées le long des murs, Hercule libérant Prométhée, Héron avec la lyre sur le dauphin et Dédale et Icare. En 1604-1605, sa contribution aux lunettes Aldobrandini, également commandées à Annibale, est marginale, peut-être identifiable seulement dans certaines parties du Paysage avec l'Adoration des Mages, tandis que celle de Sisto Badalocchio et Francesco Albani est certainement plus substantielle.
En 1607, il publie un volume de gravures des Loges de Raphaël avec Sisto Badalocchio, dédié à leur maître commun.

#### Premières commandes Borghèse à la suite de Guido Reni
En 1608, le peintre reçoit 57 écus du cardinal Scipione Caffarelli-Borghese pour créer une copie de la Déposition Borghèse de Raphaël, arrivée de Pérouse peu auparavant à la demande du prélat. En 1608, toujours à Rome, il travaille sous la direction de Guido Reni sur l'envers de la façade de l'oratoire de Sant'Andrea de l'église San Gregorio al Celio, pour celui de la basilique Saint-Sébastien-hors-les-Murs, où il crée une fresque avec les saints Pierre et Paul ainsi qu'un ange, le tout suivant toujours les souhaits du cardinal Borghèse.
En 1610, peu après la mort d'Annibale survenue le 15 juillet 1609, Giovanni se trouve de nouveau aux côtés de Guido Reni, avec Francesco Albani et Antonio Carracci, sur le chantier de construction du palais du Quirinal, également commandé par Scipione Borghese, pour lequel il crée deux lunettes pour la chapelle privée, l'une avec La Présentation de la Vierge au temple et l'autre avec Les Corps des saints Pierre et Paul.

#### Parenthèse émilienne (1610-1612)

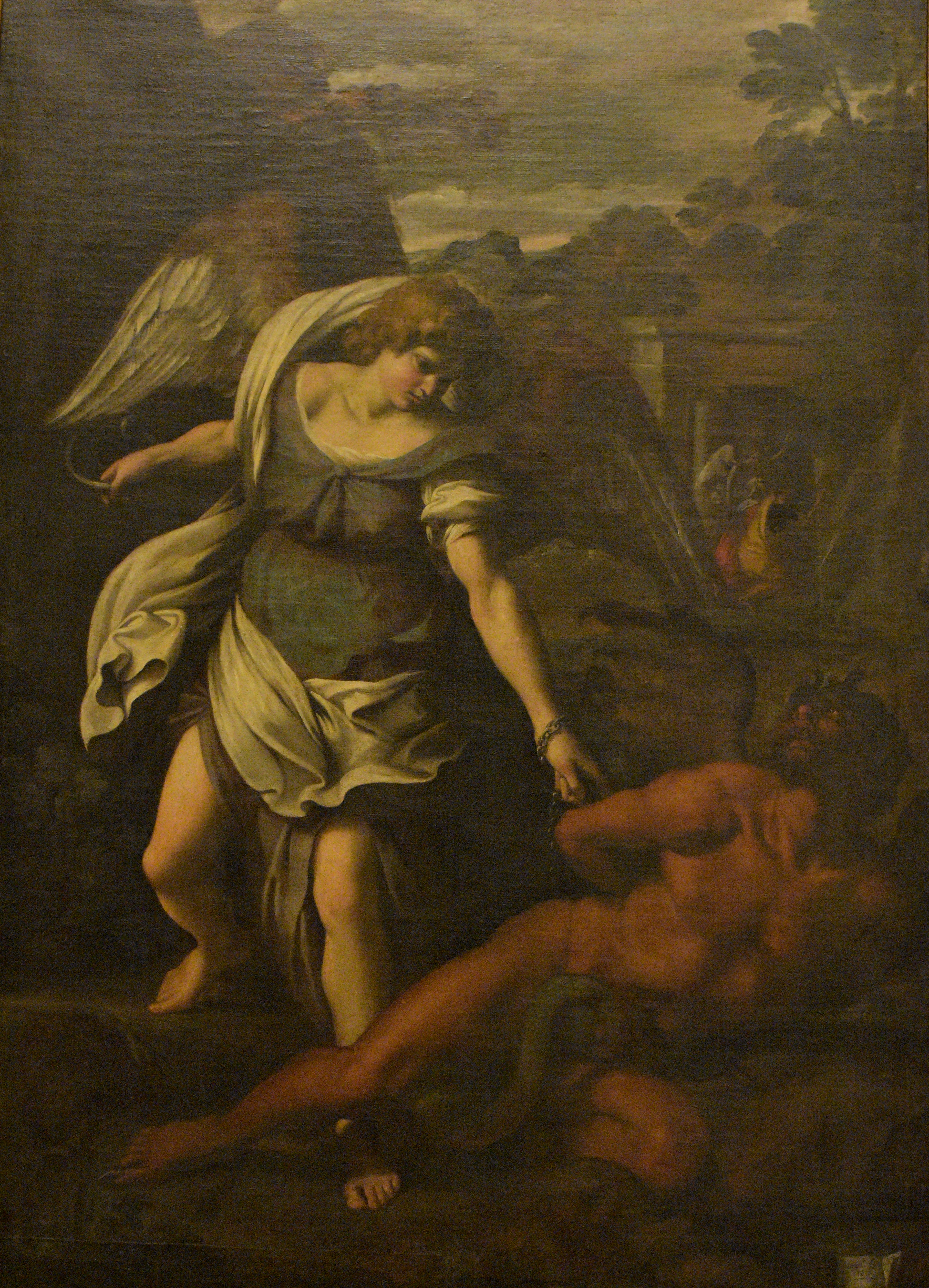
L'Archange Raphaël triomphe du diable, 1611, anciennement dans l'église Santi Navarro e Celso de Plaisance, aujourd'hui au musée de Capodimonte, Naples.

Immédiatement après la mort du maître, comme Badalocchio, Lanfranco retourne en Émilie pour deux ans auprès de son ancien protecteur Orazio Scotti, qui lui procure diverses commandes et où il domine l'art de la peinture. Il y assiste Bartolomeo Schedoni et crée le Salvator mundi en gloire adoré des anges et des saints pour le maître-autel de l'église d'Ognissanti, et à Plaisance où il passe toute l'année 1611, le Retable de l'Archange Raphaël pour l' église des Santi Navarro e Celso, signé et daté, et un Saint Luc pour l' église Santa Maria delle Grazie (tous deux aujourd'hui au musée de Capodimonte de Naples).
Au début de 1612, allant de Plaisance à Borgotaro, il séjourne quelques jours à Porcigatone, au col de Santa Donna, et peint La Crucifixion du Christ avec la Vierge, saint Pierre, saint Paul et sainte Marie-Madeleine.

#### Premiers succès romains, les commandes Borghèse
Giovanni Lanfranco est de retour à Rome vers la fin de 1612, où il évolue vers une peinture plus baroque, s'éloignant ainsi du classicisme du Dominiquin avec lequel il entre en compétition les décennies suivantes. Parmi les chefs-d'œuvre de cette période figurent la décoration de la chapelle Bongiovanni dans la basilique Sant'Agostino in Campo Marzio, réalisée entre 1613 et 1616, avec les fresques de L'Assomption de la Vierge dans la coupole et Les Apôtres près du tombeau de la Vierge dans la lunette droite, ainsi que trois toiles, celle du mur droit avec Saint Augustin méditant sur le mystère de la Trinité, sur l'autel Le Couronnement de la Vierge entre les saints Augustin et Guillaume, et sur le mur de gauche, Saint Guillaume soigné par la Vierge. Les travaux de la chapelle constituent une étape fondamentale pour le peintre, constituant la première grande œuvre publique totalement autonome dans la ville de Rome qui, compte tenu de l'énorme succès qu'elle reçoit dès le début, devient le chef de file des ordres de la cour papale.
Au cours de ces années, le peintre s'installe dans la Via dei Greci, près de la basilique San Lorenzo in Lucina, avec sa femme Cassandra Barli, avec qui il se marie en 1616, et avec laquelle il a sept enfants, six filles et un garçon. Dans les années qui suivent immédiatement son retour dans la cité papale, pour la même basilique de San Lorenzo, le peintre réalise une toile pour la chapelle Malvezzi, La Vierge avec saint Jérôme et sainte Apollonie (appelée Salut d'une âme), et pour la chapelle Boselli de l'église San Francesco a Ripa, La Vierge avec les saints Dominique et Antoine Abbé.
Au cours de ces années, son activité artistique s'intensifie considérablement ; il crée des œuvres tant à l'intérieur qu'à l'extérieur de Rome comme le retable avec La Mort de saint Alexis en 1614, pour la cathédrale de Plaisance (aujourd'hui introuvable), La Vierge avec les saints Charles et Barthélemy, pour l'église San Lorenzo de la ville émilienne en 1616 (aujourd'hui au musée de Capodimonte à Naples), puis à Orvieto, dont Le Couronnement de la Vierge pour l'autel des Marescotti à l'église Santa Maria del Carmine d'Albenga, Le Miracle de San Veranopour la chapelle homonyme de la cathédrale d'Orvieto, commandé par le banquier Ottavio Costa ; il peint encore à Vallerano, Leonessa et Fermo.

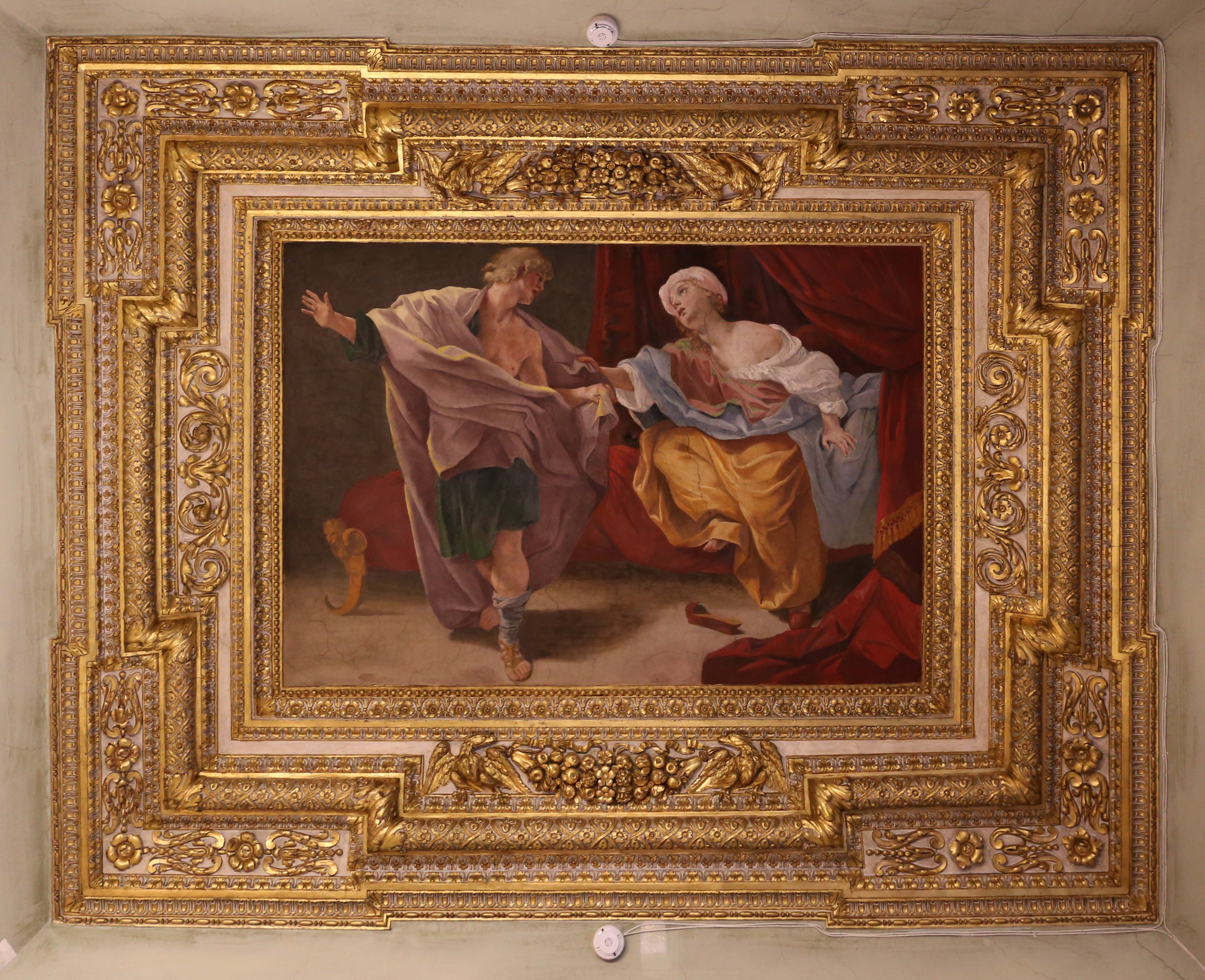
Joseph et la femme de Putifarre, 1615, Palais Mattei, Rome.

En 1615, il peint à fresque les plafonds de trois pièces du palais Mattei di Giove, une commande de Asdrubale Mattei, avec des Histoires de Joseph, dont deux sont restées intactes, Joseph et la femme de Putifarre et Joseph expliquant les rêves des prisonniers, tandis qu'une autre a été perdue. Le paiement du cardinal Montalto pour deux ovales de la série de onze (certains sur bois et d'autres sur toile) avec les Histoires d'Alexandre le Grand pour sa collection personnelle située dans sa villa de l'Esquilin date de la même année, tous deux évalués à 100 scudi au total. Pour cette dernière commande, Lanfranco se retrouve une fois de plus aux côtés de ses anciens collègues et élèves d'Annibale, donc Sisto Badalocchio, Francesco Albani, Antonio Carracci et Le Dominiquin. A cette occasion, il réalise Alexandre et Philippe médecins et Alexandre refuse l'eau que lui offre le soldat.

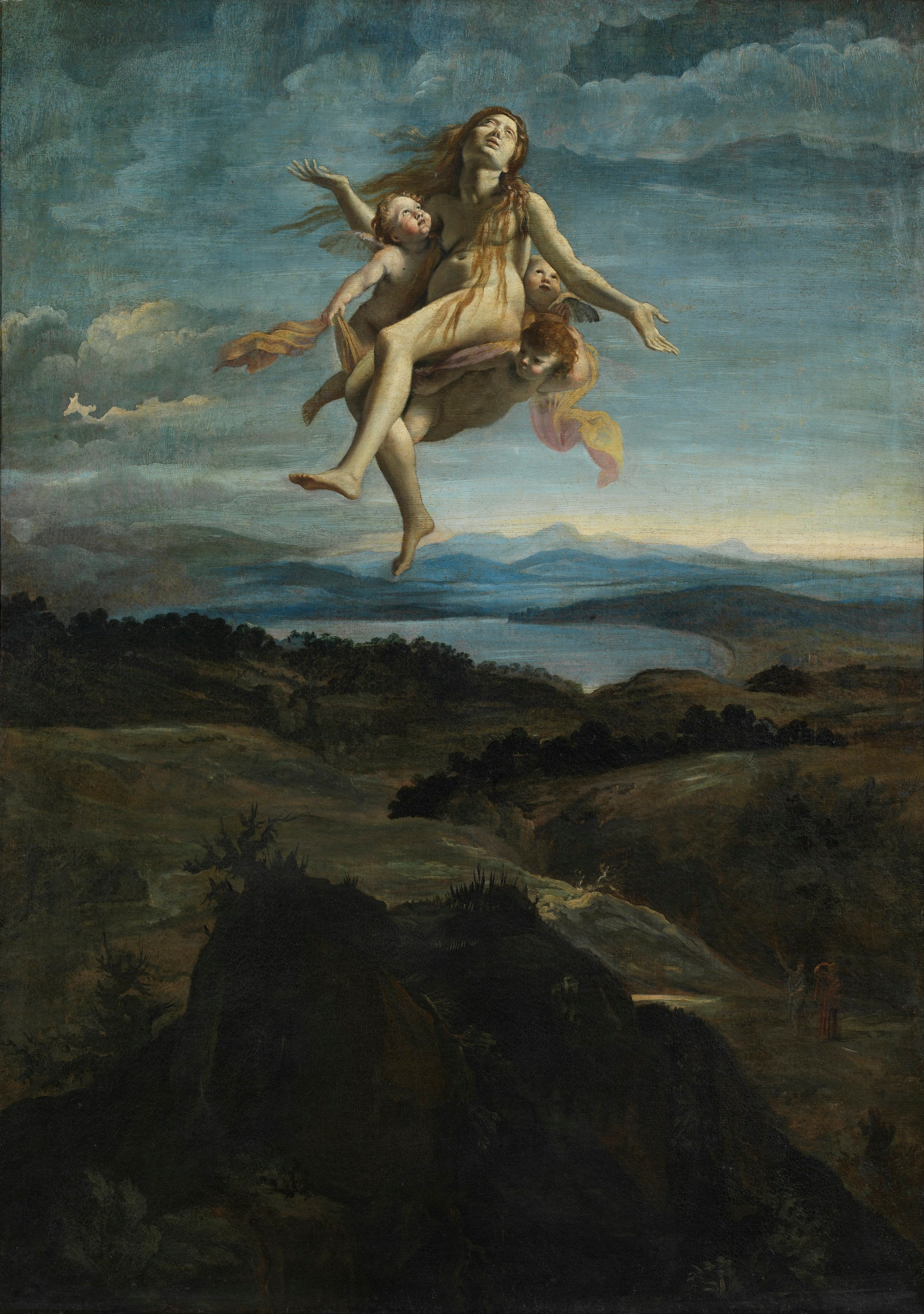
Madeleine portée au ciel par des anges, 1616-1617, musée de Capodimonte, Naples.

Vers 1615-1617, il participe à la réalisation des fresques d'une loge du cardinal Édouard Farnèse, dite « degli Eremiti » (« des ermites »), située entre l' église Santa Maria dell'Orazione et Morte et le Palazzetto Farnese, partie du bâtiment du palais du même nom sur le Campo de' Fiori, pour lequel il crée Rencontre du Comte Ruggiero avec San Brunone et neuf toiles à placer le long des murs latéraux, qui sont ensuite transportées à Parme au XVIIIe siècle, tandis que les quatre cycles des fresques ont été détachées et incorporées dans l'église adjacente du XVIIIe siècle, notamment Madeleine portée au ciel par des anges et Jésus servi par les anges (tous deux conservés au musée de Capodimonte de Naples).
Entre 1616 et 1617, il suit à nouveau le cardinal Scipione Borghese qui, avec un groupe d'artistes illustres, l'appelle pour réaliser des décorations dans la Sala Regia du palais du Quirinal, où, avec Carlo Saraceni, il crée de fausses frises le long des murs de la cour et un retable pour une chapelle privée, la Vierge à l'Enfant avec saint Laurent. Avec le départ de Guido Reni de Rome en 1614, puis ceux de Francesco Albani et du Dominiquin en 1617, Lanfranco devient l'artiste préféré de Paul V Borghèse jusqu'à la mort du pontife en 1621.
En 1617, Lanfranco déménage et vit avec sa femme, sa mère et sa belle-mère dans un bâtiment près de la basilique Sant'Andrea delle Fratte, où naissent trois filles, Flavia, Angela et Costanza.
Scipion commande également pour 30 scudi une intervention dans la chapelle familiale de la basilique Sainte-Marie-Majeure, pour laquelle, selon ce qu'écrit Giovanni Pietro Bellori, un ange a été transformé en Vierge. En 1619, Paul V lui commande plusieurs fresques avec les Histoires de Pierre pour la loggia de la Bénédiction de la basilique Saint-Pierre, une œuvre qui, malgré quelques travaux préparatoires (damier et décoration), n'est jamais achevée en raison du décès du pontife, mais dont 60% de la composition reste connue grâce aux anciennes gravures de Pietro Santi Bartoli réalisées à partir des dessins préparatoires de Lanfranco. Entre-temps, le peintre s'est installé sur la place du même nom avec toute sa famille, où il vit dans le palais ayant appartenu à Innocent Cybo ; la même année, nait une quatrième fille, Margarita.

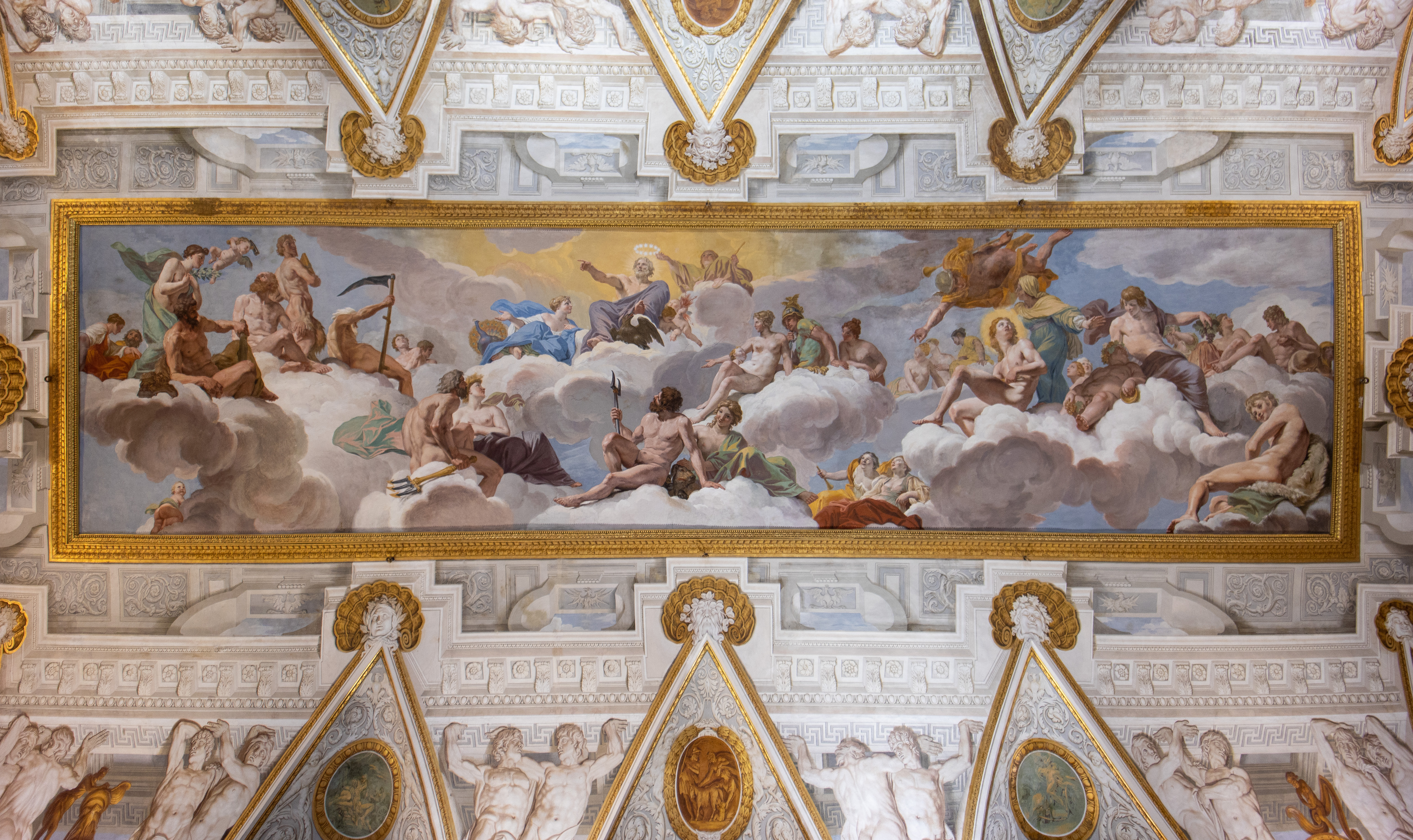
Conseil des Dieux, 1624-1625, villa Borghèse, Rome.

En 1621, Lanfranco reçoit la commande de la chapelle du Crucifix de Santa Maria in Vallicella, où il peint les fresques du Couronnement d'épines, de la Flagellation et de L'Oraison dans le jardin pour un total de 30 scudi.
Entre 1624 et 1625, sous le pontificat Barberini, le peintre retourne travailler pour le cardinal Borghèse (qui quelques mois plus tôt baptise son fils unique, Giuseppe Ignazio Scipione) et achève la décoration de la loggia de sa villa du Pincio, avec le grand cycle du Conseil des Dieux, payé en plusieurs versements pour une somme totale de 800 scudi.

#### Époque Barberini et maturité artistique

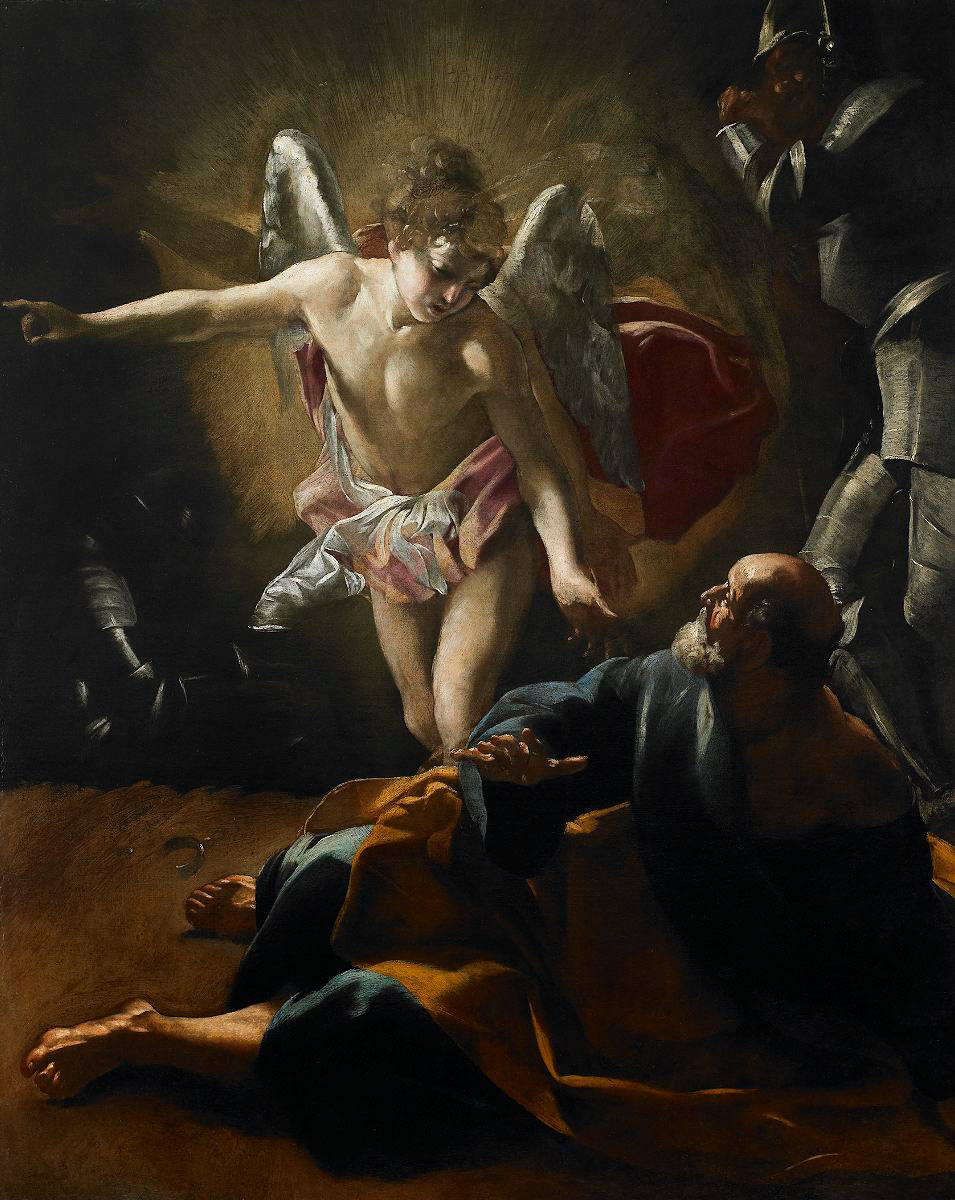
La Libération de saint Pierre (vers 1620-1621), Birmingham Museum of Art, Birmingham (Alabama).

Avec l'arrivée du bolonais Grégoire XV sur le trône pontifical en 1621, Lanfranco n'a plus les préférences artistiques pontificales, qui vont en faveur du Guerchin, peintre officiel de la cour à qui est donnée la commande des décorations de la loggia de la Bénédiction de la basilique Saint-Pierre, et du Dominiquin. Cependant, au cours de ces années, il continue à créer des œuvres, principalement des retables, essentiellement en dehors de Rome, dont certaines constitueront des chefs-d'œuvre absolus dans le catalogue du peintre, comme le Martyre de saint Octave de Parme (maintenant à la Galerie Nationale de la ville). Avec l'accession au trône du pape Urbain VIII Barberini en 1623, Lanfranco revient à la mode.
Les travaux pour la famille Sacchetti (très proche de la famille Barberini) dans la chapelle noble de l'église San Giovanni Battista dei Fiorentini remontent aux années 1622-1624, où il réalise la Transfiguration et quatre Évangélistes dans la coupole. Au bas des murs latéraux se trouvent deux toiles, Oraison dans le jardin et Montée au Calvaire, qui constituent un tournant stylistique crucial pour le peintre.
Entre 1622 et 1624, il est actif dans divers palais de la noblesse romaine, où il réalise quelques fresques. Pour le palais Lancellotti, il crée la figure allégorique de la Générosité dans la voûte d'une pièce du rez-de-chaussée, entourée de carrés d'Agostino Tassi ; dans le palais du cardinal Giambattista Costaguti, majordome de Scipione Borghese, il crée les figures de la Justice et de la Paix avec quelques putti sur une balustrade. Quelques mois avant de commencer les cycles de l'église Sant'Andrea della Valle, le peintre, par l'intermédiaire du cardinal Francesco Barberini, adresse à son oncle le pape Urbain VIII la demande de pouvoir achever le retable destiné à la sacristie de la basilique Saint-Pierre en construction. Cette commande est cependant confiée à Pierre de Cortone en 1630, tandis que Lanfranco se voit confier la refonte de la fresque de Saint Pierre marchant sur l'eau (dite « Navicella », aujourd'hui fragmentaire), déjà exécutée par Bernardo Castello : les travaux sont achevés en 1628, payés au total 2 000 scudi et valent au peintre la nomination de chevalier de l'Ordre du Christ par le pape.

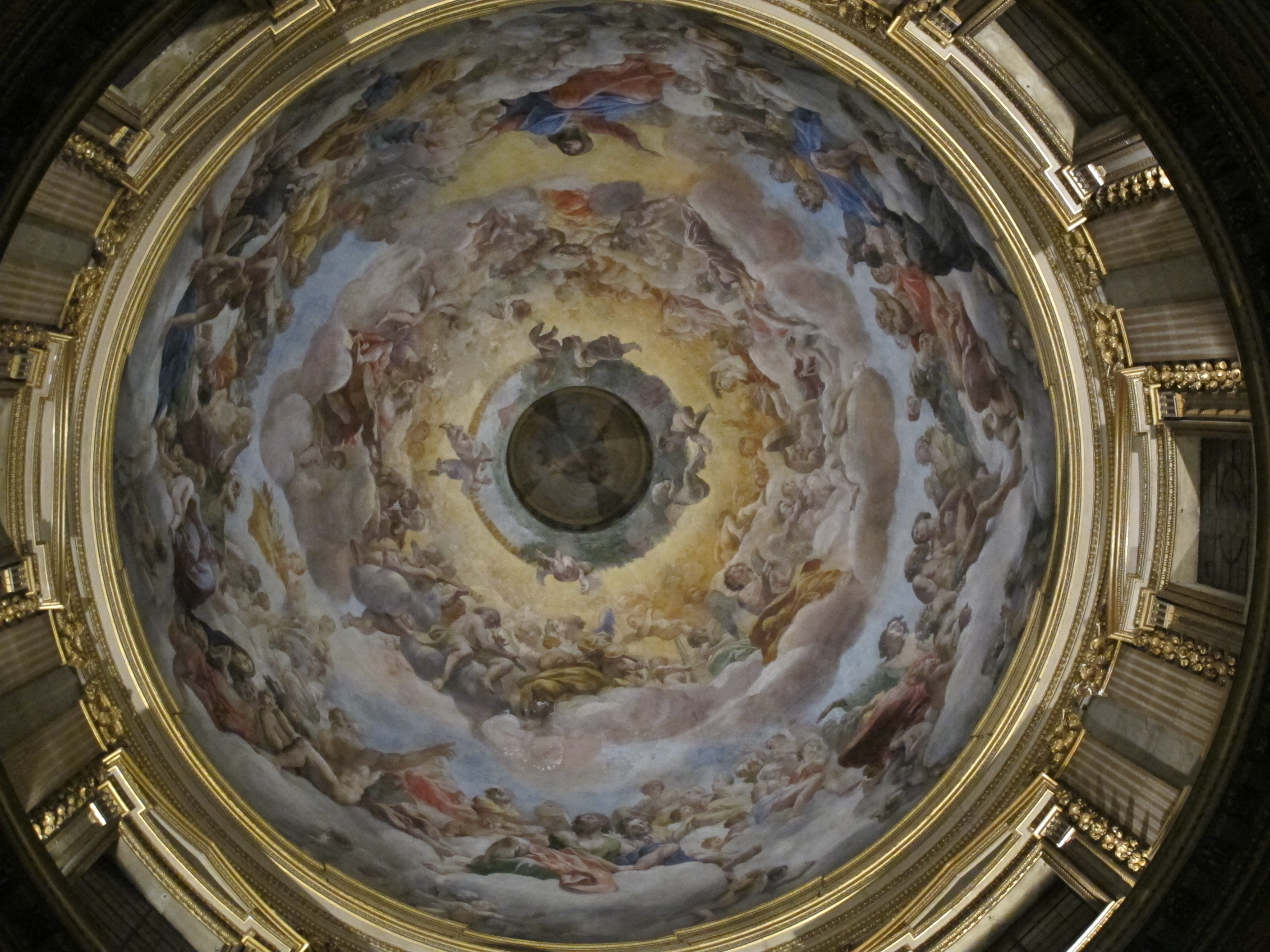
Gloire du Paradis, 1625-1627, Sant'Andrea della Valle, Rome.

Le chef-d'œuvre de sa maturité est réalisé en 1625 lorsqu'il commence la fresque de la coupole de Sant'Andrea della Valle, le sanctuaire de la famille Barberini, achevée vers 1627, pour laquelle le peintre reçoit une compensation de 1 600 scudi au total. L'ouvrage est conçu et commandé quelques années plus tôt (vers 1623) par le puissant cardinal Alessandro Damasceni Peretti, qui est également celui qui souhaite le travail simultané de Lanfranco sur le chantier, pour la création du cycle de la coupole de 622 m², et du Dominiquin, qui peint les fresques ornant les pendentifs de la coupole. Au départ, l'ouvrage est destiné au Dominiquin, probablement aussi en raison du fait que dans ces années-là, sous le règne de Grégoire XV Ludovisi, le peintre est un protégé de la cour papale ; Lanfranco montre ses « armes » face à cette première décision (en raison de laquelle il connaîtra désormais une relation de conflit-compétition avec son collègue), parvenant ainsi finalement à obtenir la commande. Avec la mort subite du cardinal en 1623 (entre-temps le trône papal est passé de la famille Ludovisi à la famille Barberini), la direction des travaux est poursuivie par son neveu, l'abbé Francesco Peretti di Montalto, qui ne modifie pas substantiellement les projets de son oncle.
Lanfranco peint une somptueuse Gloire du Paradis (1621-1627) qui s'inspire des voûtes illusionnistes peintes par le Corrège au siècle précédent, notamment de sa fresque de même sujet pour la coupole de la cathédrale de Parme, et rompt ainsi avec la tradition classique de décoration des voûtes et plafonds romains : il crée un espace organique en peignant des groupes compacts de personnages, disposés par grappes et qui forment un mouvement concentrique ascensionnel, en spirale jusqu'au sommet du dôme, le tout étant uni par un chromatisme doré. Ce modèle illusionniste jouant avec la forme concave de la coupole sera fréquemment repris dans la décoration des dômes au XVIIe siècle comme par Pierre Mignard à l'église du Val-de-Grâce à Paris. Les résultats de ce chantier constituent une pierre angulaire de l'art de Lanfranco et un modèle stylistique pour les générations futures pour ce type de décoration. La même idée compositionnelle des deux artistes est ensuite reprise (involontairement) une dizaine d'années plus tard, à Naples, dans la coupole de la chapelle du Trésor de la cathédrale Notre-Dame-de-l'Assomption de Naples.
Le 9 février 1627, Urbain VIII (qui est monté sur le trône quatre ans plus tôt) visite les travaux achevés de la coupole de l'église Sant'Andrea della Valle, pouvant ainsi constater personnellement les qualités artistiques du peintre. Peu avant sa mort, le cardinal Édouard Farnèse lui demande un retable avec Saint Sylvestre liant le dragon pour l' église Santa Teresa de Caprarola, payé 130 scudi. Dans la chapelle du Saint-Sacrement de la basilique Saint-Paul-hors-les-Murs, il réalise les scènes de Moïse et le serpent de bronze et de la Moisson de la Manne dans deux lunettes, ainsi qu'une série de toiles.

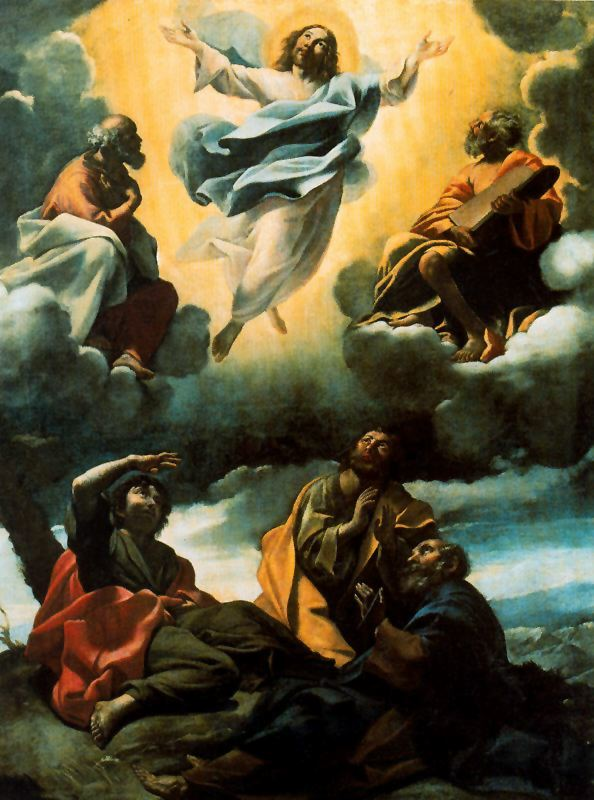
La Transfiguration du Christ, avant 1627, palais Barberini, Rome.

Le pape Barberini commande également d'autres œuvres à Lanfranco. La Transfiguration du Christ, premier tableau de Lanfranco à entrer dans la collection Barberini (dans le Palais alle Quattro Fontane puis dans le palais de la Chancellerie à la suite du cardinal Francesco), est réalisé avant 1627. En 1628, 50 scudi sont donnés en dépôt pour le grand retable qui doit être placé sur le maître-autel, avec la scène de l' Immaculée Conception (œuvre qui est détruite dans un incendie en 1813, dont il ne reste que deux fragments représentant des anges et des musiciens), pour l'église Santa Maria della Concezione dei Cappuccini, construite par le cardinal Antonio Barberini (1607-1671), où travaillent tous les peintres appartenant au cercle familial, comme Andrea Sacchi, Guido Reni, Pierre de Cortone, Andrea Camassei), payé au total 300 scudi, demandés après que Le Dominiquin, le premier destinataire de la commande, ait restitué l'avance reçue car il doit déménager à Naples pour commencer les fresques de la voûte de la chapelle du Trésor de la cathédrale. Pour la même église, Lanfranco peint une autre toile pour une chapelle latérale en 1632, représentant la Nativité ; quelques mois plus tard, il travaille encore pour la basilique Saint-Pierre, où on lui demande le dessin préparatoire de la mosaïque de San Cirillo, réalisée par Giovanni Battista Calandra, pour être placée dans la chapelle de la Madonna della Colonna, tandis que pour la chapelle du Santissimo Crocifisso, la décoration est commandée par le cardinal Francesco Barberini, qui souhaite la scène à fresque de L'Adoration de la Croix avec des anges sur la petite coupole et des Scènes de la Passion du Christ sur les murs et les lunettes latérales. Peu de temps après sa nomination comme Chevalier de l'Ordre du Christ en 1628, il crée la toile de la Crucifixion pour en faire don au Pape, qui la confie à son neveu Francesco.
De nombreuses toiles sont commandées ou acquises par des membres de la famille Barberini, le pape et ses neveux cardinaux, Francesco et Antonio, et le prince Taddeo Barberini, pour leur propre collection ou, comme cela se produit à plusieurs reprises, réutilisées pour faire des cadeaux diplomatiques aux cours européennes, une coutume en usage à cette époque.
En 1630, le peintre retourne travailler pour la famille Costaguti, au service des frères Prospero et Ascanio, pour lesquels il réalise deux autres fresques dans leur palais, l'une avec Hercule et Deianira et l'autre avec Galatée (détruite au XIXe siècle). Entre-temps, en 1631, le peintre intente une action en justice contre Don Fabrizio Valguarnera, un noble sicilien actif à Rome, coupable d'avoir sous-payé certains tableaux achetés à Lanfranco. En 1631 et 1632, il est nommé Principe (Prince) de l'Accademia di San Luca.
Au cours de ses dernières années romaines, il réalise également des œuvres à l'extérieur de la ville, notamment à Pérouse, à Spolète et même à Augsbourg en Allemagne et à Lucerne, dont un retable commandé par Ranuzio Scotti, nonce apostolique en Suisse, fils du comte Orazio, premier protecteur de Lanfranco à Plaisance. Le grand retable allemand de l' Assomption de la Vierge est commandé par les comtes Wilhelm et Carl Fugger lors de leur visite à Rome en 1631 : haut de 6,95 mètres, il représente la plus grande œuvre picturale de Lanfranco en termes de dimensions.
À la fin de 1632, le peintre considère la préférence papale pour d'autres peintres, comme Pierre de Cortone et Andrea Sacchi, comme un danger pour sa propre activité artistique. Il entre en contact avec le directeur général de la Compagnie de Jésus de Naples, un certain Vitelleschi, qui a besoin d'un peintre pour exécuter des cycles de fresques dans la coupole de l'église du Gesù Nuovo de Naples et dans l'oratoire adjacent du Nobili. Le peintre quitte bientôt la villa achetée vers les années 1627-1628, près de Porta San Pancrazio, où il vit avec sa famille, et s'installe à Naples, où il trouve une seconde fortune artistique. Il entre en contact avec le milieu napolitain par l'intermédiaire du vice-roi et comte de Monterrei, Manuel de Acevedo y Zúñiga, ambassadeur catholique du pape à Rome jusqu'en 1631.

### Naples (1634-1646)
Le séjour napolitain est particulièrement prolifique pour le peintre, bien qu'il se caractérise également par de multiples conflits avec les clients, aussi bien les pères jésuites que les Chartreux et les Théatins, en raison de désaccords sur les paiements. Au cours d'un séjour d'environ douze ans, Giovanni Lanfranco exécute une série impressionnante de fresques dans les églises de la ville, certaines des plus importantes de sa carrière artistique, presque toutes de dimensions notables, plus grandes que celles de Rome (à l'exception de la coupole de Sant'Andrea della Valle), depuis celle en grande partie perdue dans la coupole du Gesù Nuovo (1634-1636) jusqu'à la voûte de la nef principale de la chartreuse Saint-Martin de Naples (1637-1638), de l'intérieur de l'église Santi Apostoli de Naples (1638-1646) à celle de la coupole de la chapelle royale du Trésor de San Gennaro dans la cathédrale (1641-1643), chantier prestigieux où il collabore à nouveau avec le Dominiquin, jusqu'aux frises de l'archevêché (1645) et à la dernière décoration du palais des Jésuites (1646).

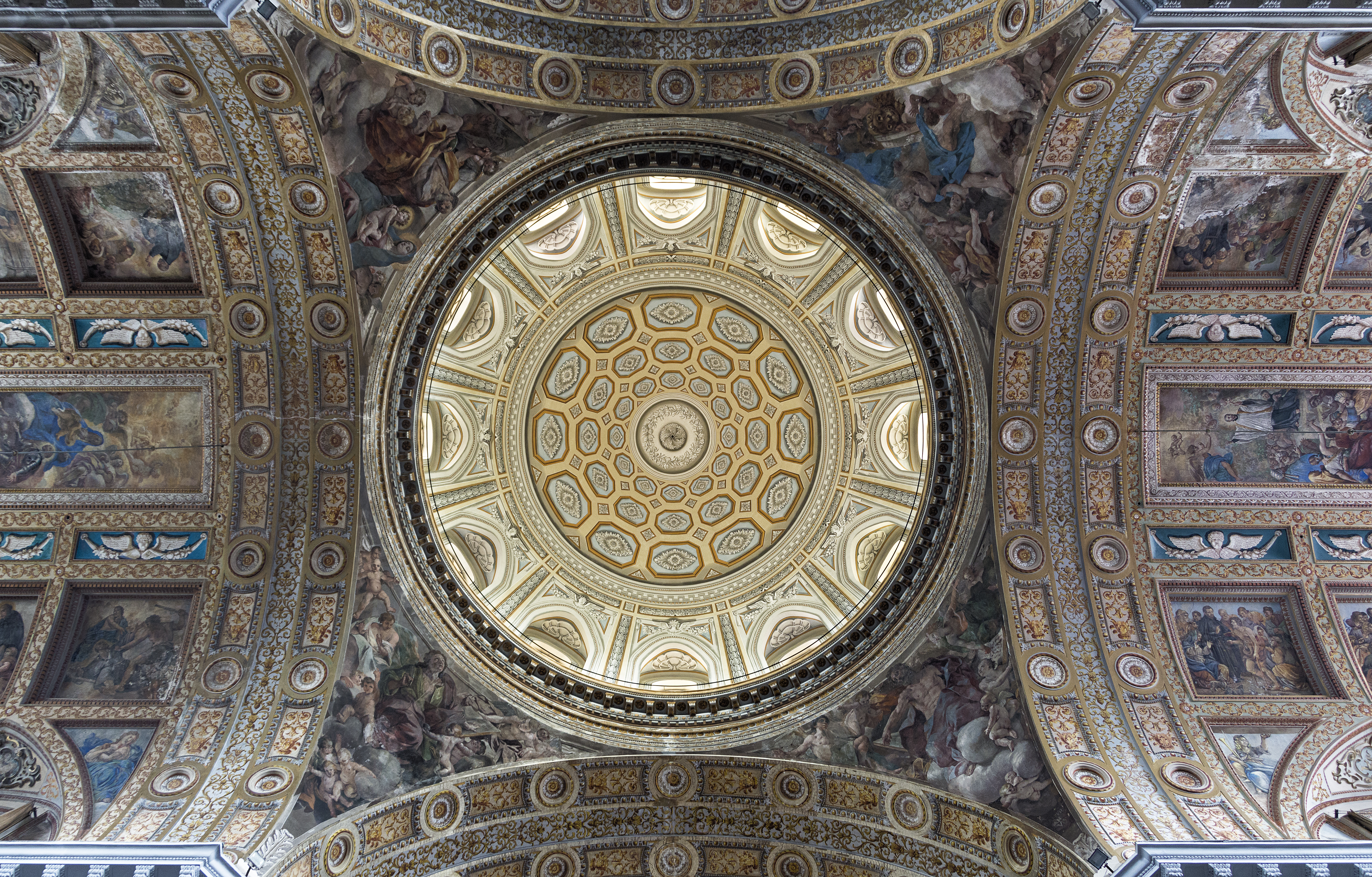
Évangélistes, 1634-1636 (corbeaux de la coupole), Gesù Nuovo, Naples.)

Le dôme de l'église du Gesù est le premier ouvrage qu'il réalise, pour lequel une première visite a lieu dès 1633. Malgré le fait que celui-ci soit divisé en huit ogives, ce que Lanfranco n'apprécie pas, la commande est jugée satisfaisante et est donc acceptée. Arrivé dans la ville en mars 1634 avec toute sa famille et après une première tentative de supprimer la division en nervures, qui échoue, le peintre commence les travaux de décoration avec la création des Évangélistes dans les quatre pendentifs. Les travaux sont achevés à l'été 1635, pour un montant de 16 200 ducats. Il ne reste aujourd'hui que les panaches du dôme original de Lanfranco depuis l'effondrement de la calotte en 1688. Après ces travaux, il prépare également les projets de la voûte de la sacristie, que Vitelleschi apprécie beaucoup, mais qui ne sont pas approuvés par les pères jésuites, qui préférèrent (au regret de Lanfranco et Vitelleschi lui-même) le projet de Massimo Stanzione.
À la suite de ses succès napolitains, les œuvres de Lanfranco parviennent en Espagne (sans que le peintre s'y installe) : grâce à l'intercession du vice-roi, son protecteur, entre 1634 et 1636, sept tableaux sont réalisés avec des Scènes de l'histoire romaine antique pour le Casón del Buen Retiro de Madrid, où est également envoyé une Vierge avec deux saints chartreux, créée pour la chapelle de Sant'Ugone de la chartreuse Saint-Martin de Naples, mais rejetée par les pères et donc reconvertie avec quelques ajustements en Madone du Rosaire, l'Annonciation pour l'église des Augustinas Descalzas de Salamanque, parmi les plus grands chefs-d'œuvre du peintre, et la Crucifixion pour le comte de Monterrei lui-même (aujourd'hui dans une collection privée).

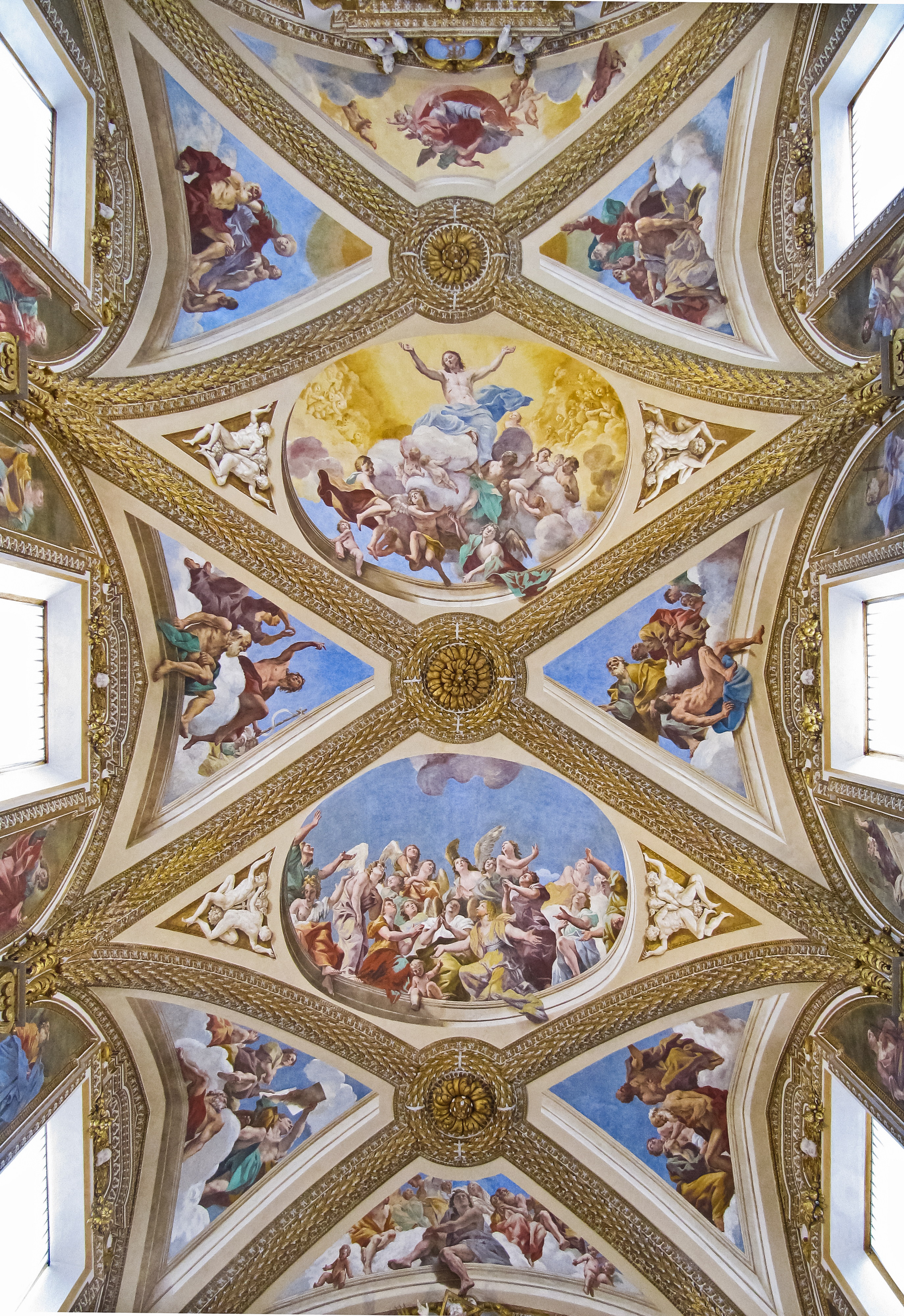
Ascension du Christ, 1637-1638, voûte de la chartreuse Saint-Martin de Naples.

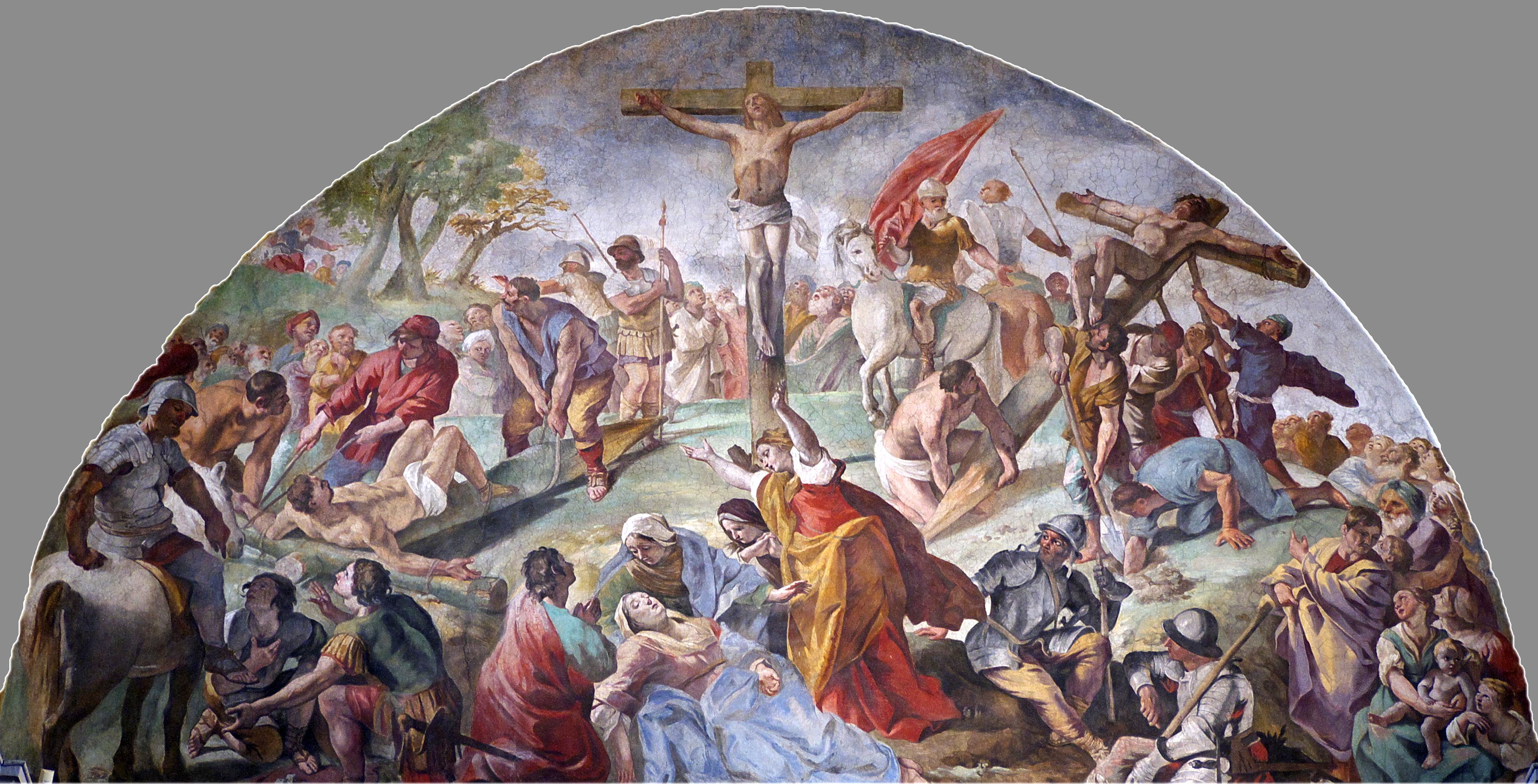
Crucifixion, 1637-1638, lunette de l'abside de l'église de la chartreuse Saint-Martin de Naples.

Son deuxième ouvrage par ordre chronologique est la décoration de l'église de la chartreuse Saint-Martin, à l'époque l'un des chantiers les plus importants de la ville avec la chapelle royale du trésor de San Gennaro dans la cathédrale, pour laquelle un accord est conclu le 3 avril 1637. Les artistes les plus importants de l'école baroque romaine et napolitaine y travaillent ; Lanfranco réalise l'Ascension du Christ avec des anges, des bienheureux et des apôtres sur la voûte et sur les parois latérales des grandes fenêtres du registre supérieur et la scène de la Crucifixion dans la lunette de l'abside.
Parallèlement à ce chantier, le peintre reçoit diverses commandes de Rome, où il effectue de courts séjours au cours des années 1638-1639. Il réalise pour la basilique Sant'Agostino in Campo Marzio, les deux toiles de Sant'Agostino anéantissant les hérésies et de Sant'Agostino lavant les pieds du Christ, toutes deux pour la chapelle dédiée au saint, un Saint André pour le prince Andrea Giustiniani (aujourd'hui à Berlin), Le Christ portant la croix pour le cardinal Giambattista Costaguti et un Samson et le lion pour le cardinal Francesco Maria Brancaccio (aujourd'hui à la Pinacothèque nationale de Bologne).
Au cours de ces années, il peint également quelques toiles pour l'évêque de Pouzzoles, Martino de León y Cárdenas, qui encourage la restauration baroque de la cathédrale de la ville. À cette occasion, le peintre, en plus des toiles (dont la seule certainement autographe est L'Arrivée de saint Paul à Pouzzoles, tandis que les deux autres montrent des interventions d'atelier), exécute également des fresques dans la voûte du chœur et dans la coupole ; il ne reste rien de ces cycles qui ont été détruits. .
Le chantier de construction de l'église Santi Apostoli de Naples est le troisième ouvrage où il intervient qui, commencé en 1638, dure jusqu'à la fin de son séjour napolitain. Pour l'église, le peintre doit se consacrer à la fois aux œuvres sur toile et aux fresques, où il crée pour l'occasion ce qui est son cycle pictural le plus vaste et le plus complexe. Les premières créations sont les cycles de fresques de la croisée (transept et abside) avec des scènes des Martyres des apôtres avec des prophètes et des vertus et les quatre panaches avec les Évangélistes (la coupole n'est pas décorée de fresques car elle n'a pas encore été construite). En 1640, la décoration de la voûte de la nef est commandée avec d'autres scènes de martyres des apôtres, dont les travaux durent au moins jusqu'en 1644. Le peintre peint également deux toiles pour la basilique de la Sainte-Annonciation-Majeure de Naples, qui sont détruites lors de l'incendie de 1757, qui provoque l'écroulement d'une grande partie de l'église.

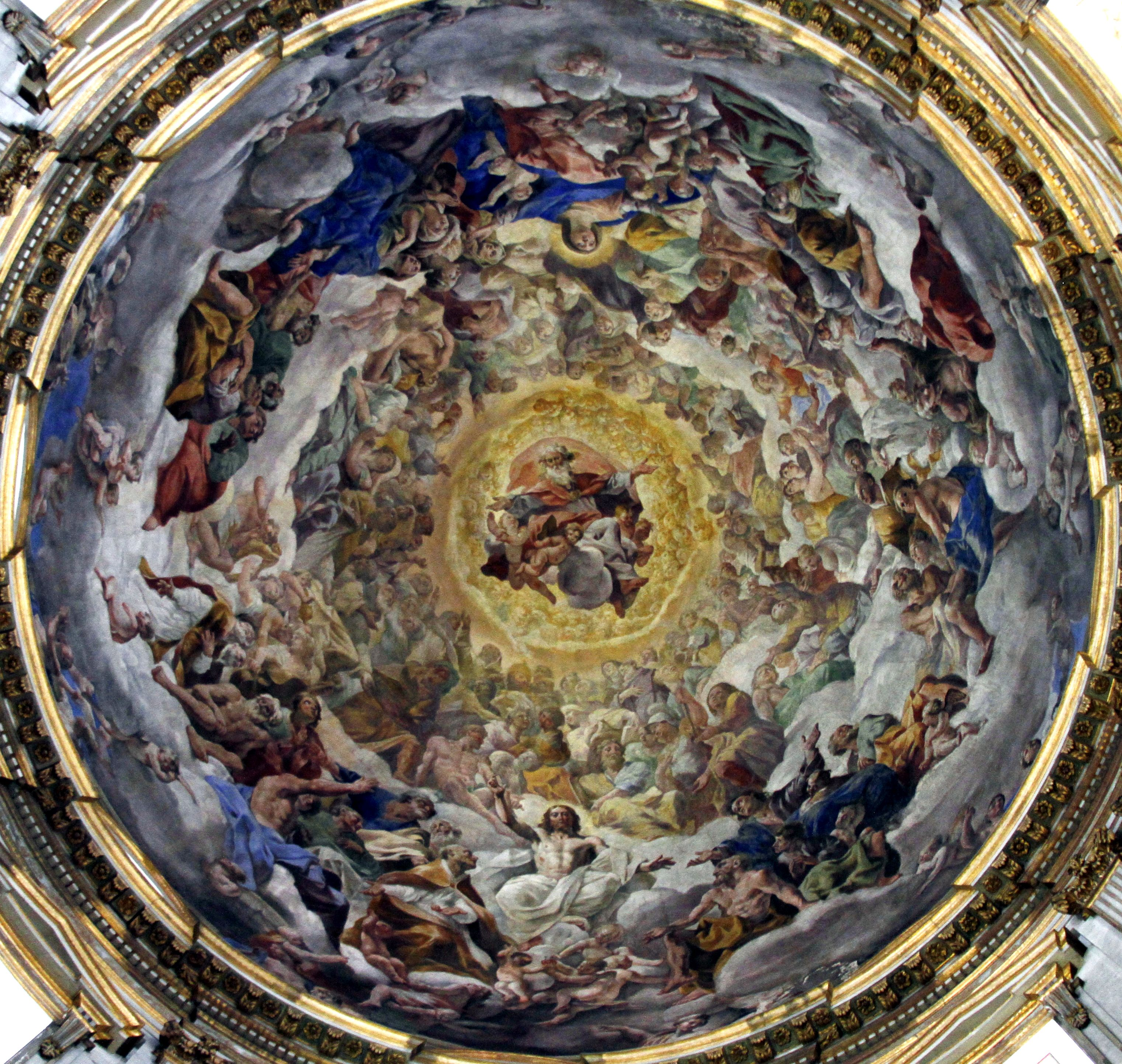
Gloire du Paradis, 1641-1643, dôme de la chapelle royale du Trésor de San Gennaro, Naples.

Le début de son chantier le plus important de Naples (avec celui de la chartreuse Saint-Martin de Naples), à savoir la décoration de la coupole de la chapelle royale du Trésor de San Gennaro, remonte à 1641-1643. Lanfranco doit succéder au Dominiquin, qui est appelé dès 1628, année où il commence la création des huiles sur cuivre des autels latéraux avec des Scènes de la vie de San Gennaro et des fresques dans les arcs et les corbeaux avec d'autres scènes de la vie du saint et des Vertus. À la mort subite du Dominiquin en 1641, la Députation du Trésor entame des négociations avec les artistes locaux pour envisager de permettre à certains d'entre eux de poursuivre l'œuvre laissée inachevée. A l'époque, il manque deux huiles sur cuivre (Le Dominiquin en réalisa quatre sur six, tandis qu'une cinquième n'est pas achevée) et la fresque de l'intérieur de la coupole (il ne compléta que les quatre pendentifs). Les œuvres de divers artistes sont examinées, parmi lesquelles celles de José de Ribera émergent, qui réalise la dernière huile sur cuivre, tout comme celles de Massimo Stanzione qui aurait dû remplacer le retable inachevé mais dont la version n'est cependant pas préférée à celle du peintre émilien, qui reste donc sur l'autel, et qui n'intervient que dans la sacristie. Lanfranco, pour un total de 7 000 ducats, doit peindre la scène de la Gloire du Paradis dans la coupole. Le modèle est celui de Sant'Andrea della Valle à Rome, bien que dans ce cas l'œuvre semble plus agitée compte tenu de la circonférence plus petite de la coupole, et moins marquée dans les cercles concentriques où sont disposées les figures individuelles. Le résultat est si probant que le cycle devient un modèle à Naples pour les artistes ultérieurs jusque tard dans le XVIIIe siècle.

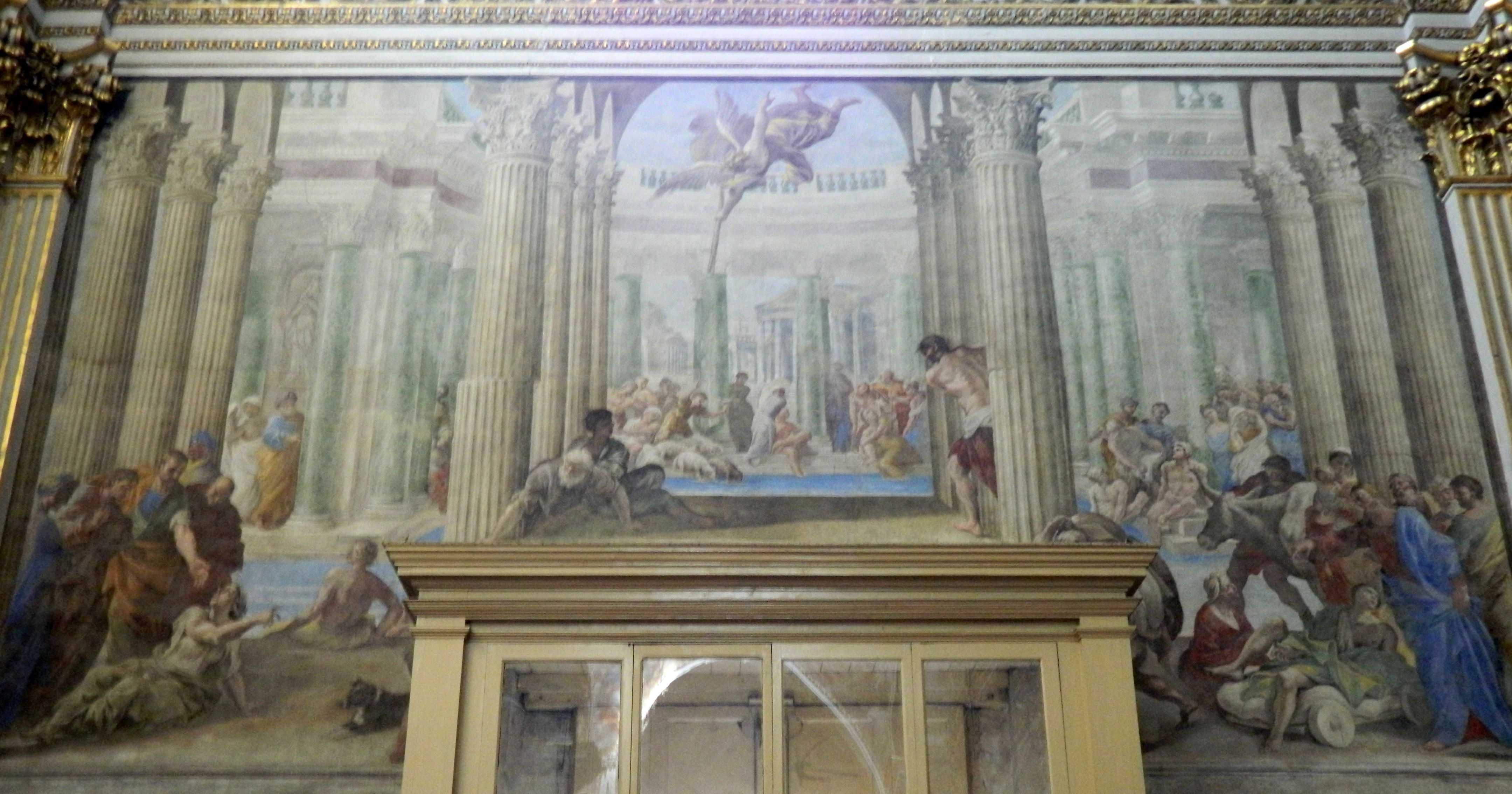
Piscina probatica, vers 1646, envers de la façade de l'église Santi Apostoli, Naples.

Les dernières commandes napolitaines sont celles du palais épiscopal (1645), gouverné à l'époque par le puissant cardinal Ascanio Filomarino (toujours pro-Barberini), qui demande au peintre à la fois les décorations de frises de certaines pièces et un retable pour sa chapelle particulière, Saint Pierre et saint Gennaro présentant le cardinal Ascanio Filomarino à la Vierge. Un cycle est réalisé pour le vice-roi dans la niche de la tribune de la chapelle privée du palais royal de Naples (détruit en 1668) ; en 1646, Lanfranco retourne travailler pour les Jésuites, pour lesquels il réalise des scènes dans leur palais avec L'Assomption de la Vierge et divers Saints et Vertus. Enfin, en 1646, il revient sur le chantier de l'église Santi Apostoli pour achever la grande scène de la Piscina probatica sur l'envers de la façade et le groupe de cinq toiles pour le mur de l'abside : pour la décoration de l'ensemble, le peintre reçoit une rémunération totale de 10 322 ducats, dont 4 000 pour les fresques de la croisée et de l'abside, 4 500 pour la nef et 1 500 pour celle de l'envers de la façade et des peintures.
En 1646, le peintre retourne à Rome, peut-être parce qu'il n'avait plus de travail à Naples (selon Giovanni Battista Passeri).

### Retour à Rome et décès

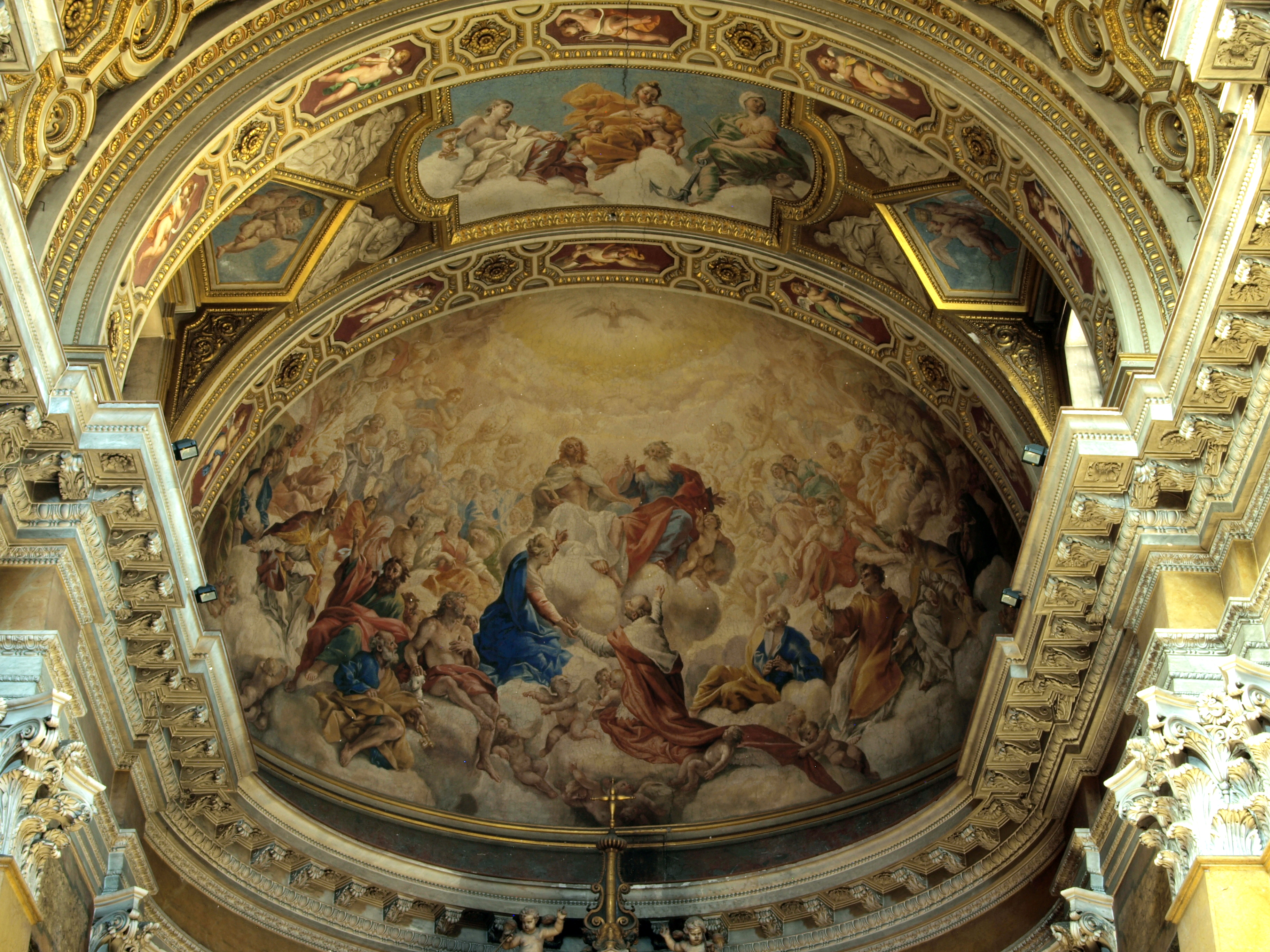
Gloire de saint Charles, 1646, abside de San Carlo ai Catinari, Rome.

De retour à Rome pour la dernière fois en 1646, Giovanni Lanfranco a le temps de peindre en six mois à peine l'abside de l'église San Carlo ai Catinari, pour des clients avec qui il entre en contact en 1644, alors qu'il travaille à Naples sur le chantier de construction des Santi Apostoli. Il réalise son dernier retable entre 1646 et 1647 pour l'église Santi Domenico e Sisto.
À son retour « dans sa patrie », le peintre ne retrouve plus ses anciens admirateurs : le règne d'Urbain VIII a pris fin en 1644, les neveux du cardinal ont tous fui avec l'installation du nouveau pontife Innocent X. Le peintre ne peut obtenir aucune commande de ce dernier : il tente en vain d'obtenir la décoration de la galerie de son palais de la Piazza Navona en envoyant quelques dessins préparatoires, mais ceux-ci n'ont pas de succès (la commande est confiée à Pierre de Cortone).
La mort le rattrape à minuit le 29 novembre 1647.

## Style

### Influences

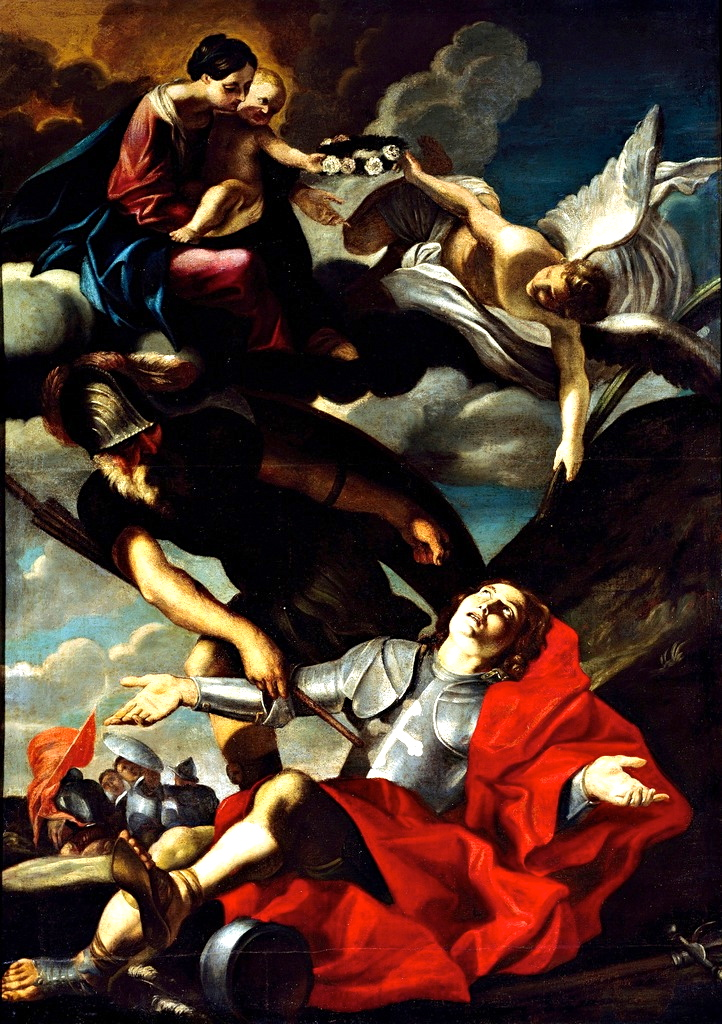
Martyre de Saint Octave, 1620-1622, Galerie Nationale de Parme.

Formé à l'école de Lodovico et Annibale Carracci, les premières œuvres créées par Giovanni Lanfranco sont fortement influencées par cette manière picturale et parfois même par celle de Bartolomeo Schedoni, comme la Vierge avec les saints Jérôme et Apollonia. De 1614 à 1619, son style se rapproche d'Orazio Borgianni : le retable de la chapelle privée du Quirinale et les toiles de la chapelle Bongiovanni de la basilique Sant'Agostino in Campo Marzio sont des exemples de cette dernière manière. Sa peinture a été particulièrement influente auprès de Simon Vouet et Dirck van Baburen.
Les références au Corrège se limitent à deux situations spécifiques, qui seront cependant décisives pour l'art de Lanfranco et plus généralement pour le mouvement pictural baroque, à savoir le décor des coupoles et celui des sphères célestes dans les parties supérieures des retables.
Le peintre connait un tournant stylistique vers le début des années 1620, avec l' Ascension au Calvaire pour la chapelle Sacchetti à Rome et le Martyre de saint Octave de Parme, où pour la première fois Lanfranco s'éloigne des maîtres qui l'ont influencé dans le passé en trouvant un langage nouveau et personnel. Concrètement, les deux toiles montrent les premiers signes anticlassiques de sa peinture, avec la composition de la scène structurée sur les lignes diagonales des protagonistes, caractérisée par un fort contraste de clair-obscur entre ceux du premier plan et ceux de l'arrière-plan. Cette manière de créer des œuvres sur toile caractérise l'activité du peintre au moins jusqu'au milieu des années 1630, époque à laquelle se manifeste une ouverture picturale vers le style néo-vénitien déterminée par la découverte de La Bacchanale des Andriens de Titien.

### Coupoles
Avec les grands retables, la particularité stylistique de Lanfranco est sans aucun doute son travail de fresque, en particulier celui des coupoles. Partant des modèles maniéristes tardifs du Corrège, qui initia ce concept pictural avec la création de la coupole de la cathédrale de Parme, même si celui dont le peintre s'inspira le plus est celui de l'abbaye Saint-Jean-l'Évangéliste, repris ensuite pour la première fois par Lodovico Cigoli dans la chapelle Paolina de la basilique Sainte-Marie-Majeure.
La première coupole considérée comme strictement baroque par la critique est celle de la chapelle Bongiovanni de la basilique Sant'Agostino in Campo Marzio. La manière de peindre la scène, avec des touches de lumière accentuées, représente (avec la coupole ultérieure de la chapelle Sacchetti) le prélude de l'église Sant'Andrea della Valle. Dans cette dernière, Lanfranco retravaille cette manière imaginative de concevoir « l'idéal » en la fusionnant avec les concepts postnaturalistes et classiques du XVIIe siècle. Selon les critiques, il s'agit du « premier ciel baroque », où l'élaboration de la scène comprend des cercles concentriques remplis de nuages tourbillonnants ainsi qu'une série de personnages agités, qui y sont représentés disposés successivement selon divers « ordres » distincts, qui convergent vers le centre du dôme.
Ce type de représentation est réalisé pour la première fois dans la coupole de Sant'Andrea della Valle à Rome, en 1621-1627, puis reproposé dans celle de l'église du Gesù Nuovo de Naples, en 1634-1636, qui est détruite, comme dans celui de la chapelle du Trésor de San Gennaro à Naples en 1641-1643. Les cercles apparaissent plus clairs et plus distincts dans la coupole romaine que dans la coupole napolitaine, où les figures ont une compression plus marquée. L'ensemble unifié de la scène dans la coupole napolitaine fait du peintre le véritable interprète de cette manière vibrante de représenter les cieux célestes.
Sa façon de décorer l'intérieur des coupoles est devenue un modèle en Italie pour les voûtes en général, repris par les générations suivantes jusqu'au XVIIIe siècle. Cette manière s'est répandue particulièrement à Rome et à Naples, trouvant certains de ses principaux représentants en Pierre de Cortone, Baciccio et Andrea Pozzo, dans le premier cas, et en Luca Giordano, Francesco de Mura et Paolo de Matteis, dans le second. A Naples, le grand cycle de l'envers de la façade des Santi Apostoli a également connu un succès similaire, où la grande scène murale de la Piscina Probatica est le précurseur de cycles similaires de Luca Giordano (dans l'église des Girolamini), Francesco Solimena (dans l'église du Gesù Nuovo), Paolo de Matteis (dans l'église San Nicola alla Carità) et d'autres artistes locaux tels que Santolo Cirillo (dans la basilique San Paolo Maggiore), Giuseppe De Vivo (dans la basilique San Giovanni Maggiore) et d'autres.

Les modèles du Corrège à Parme
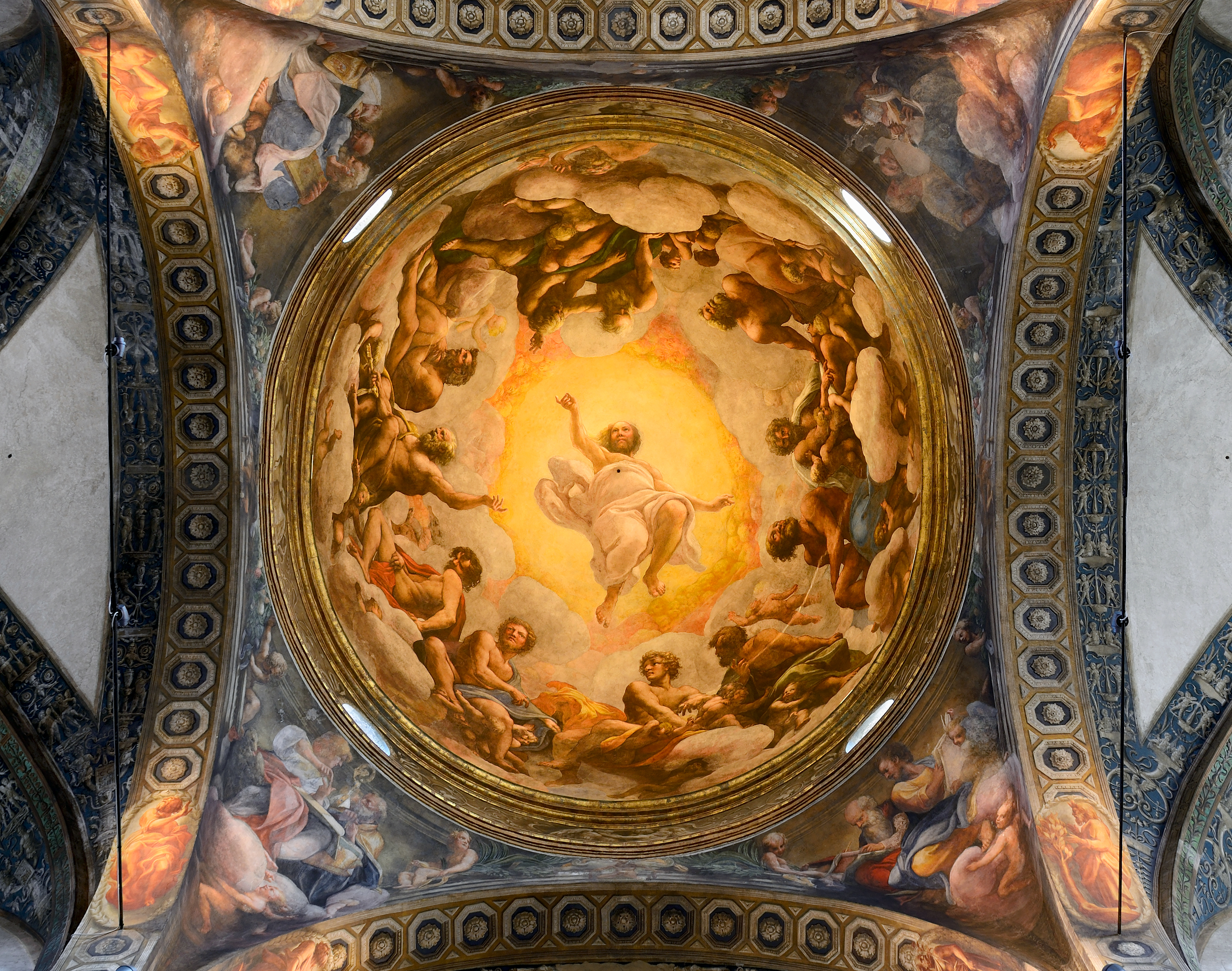
Fresques du Corrège dans la coupole de l'abbaye Saint-Jean-l'Évangéliste (1520-1521).
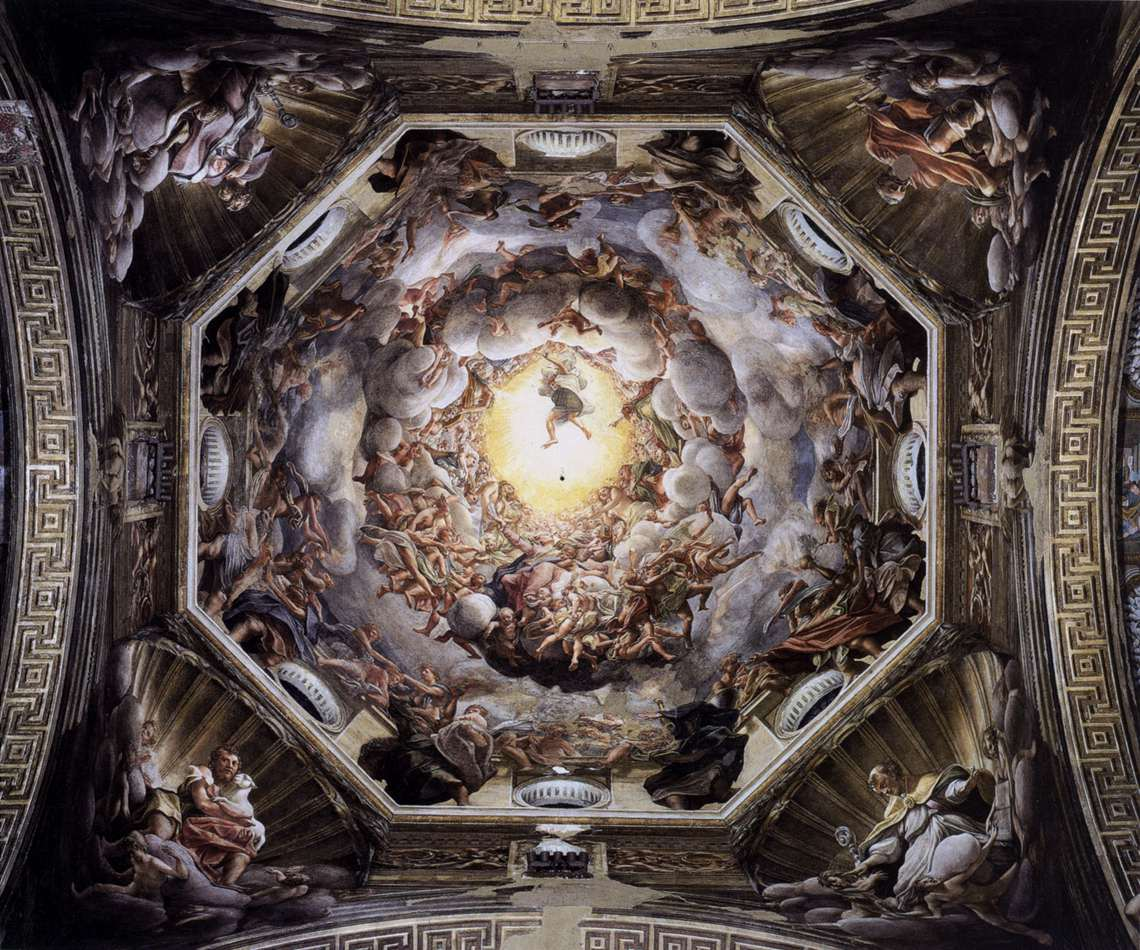
Fresques du Corrège dans la coupole de la cathédrale de Parme (1526-1530).

Coupoles romaines
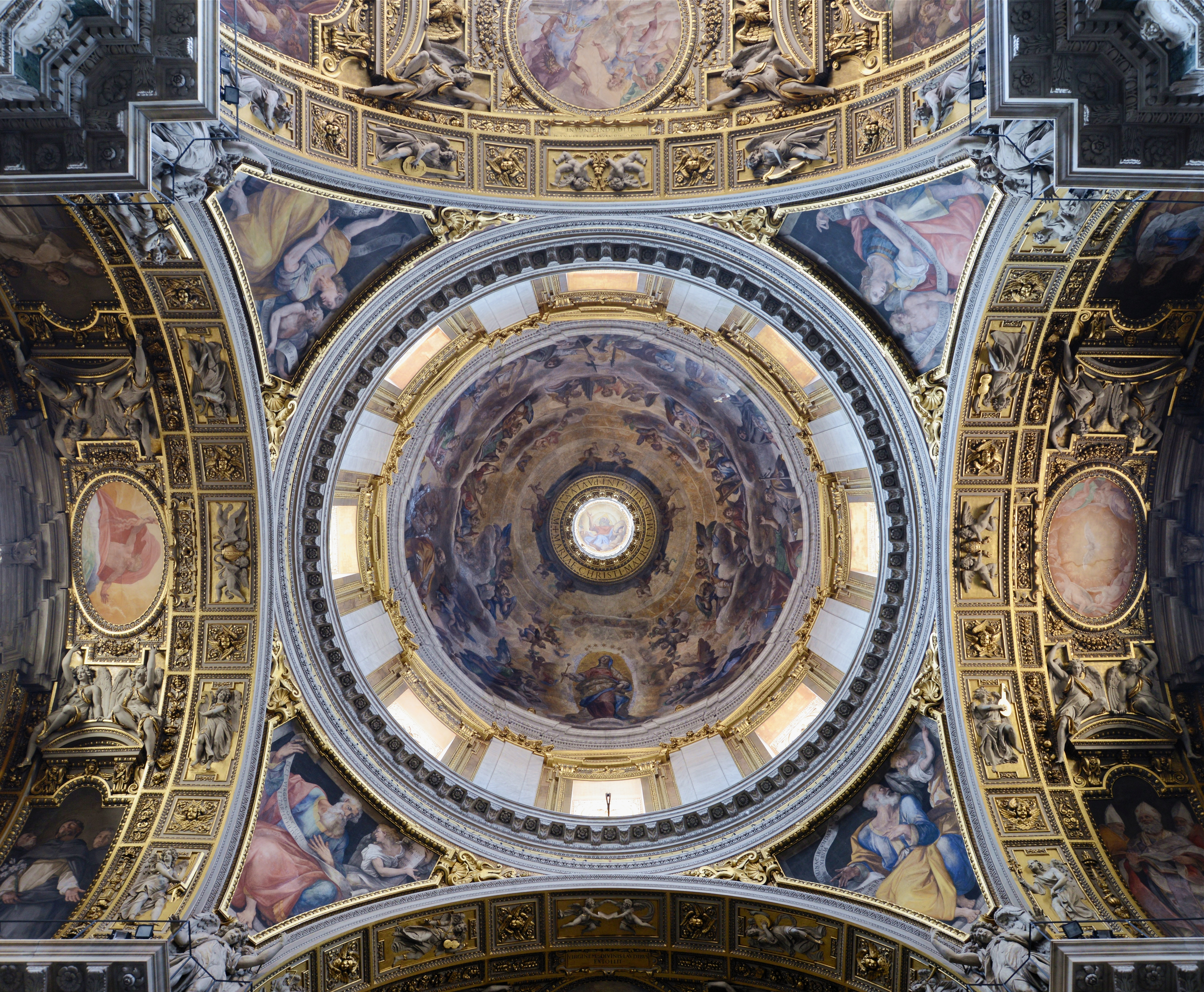
Fresques de Cigoli dans la chapelle Paolina de la basilique Sainte-Marie-Majeure (1610-1613).
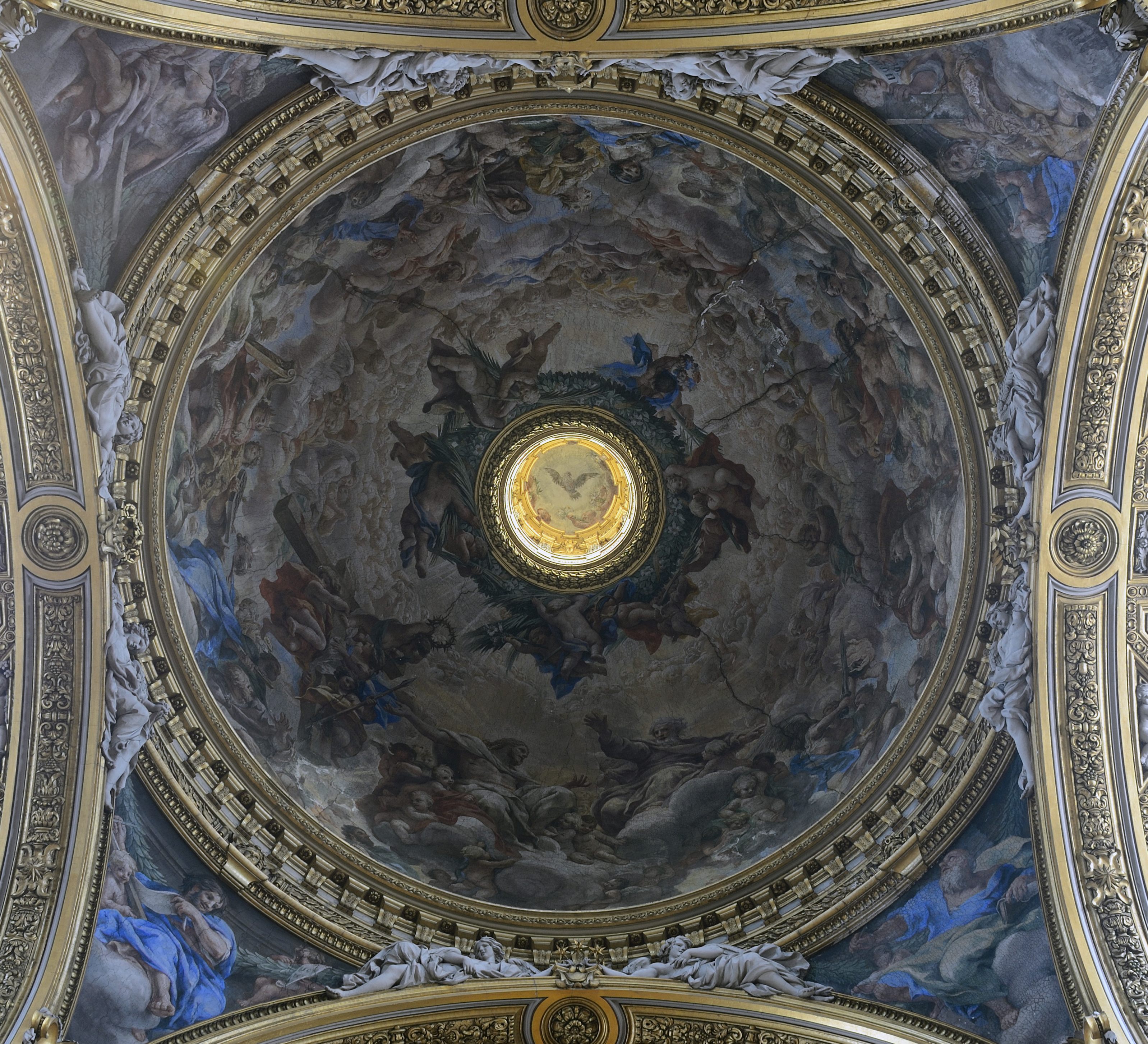
Fresques de Pierre de Cortone dans la coupole de l'église Santa Maria in Vallicella (1647).
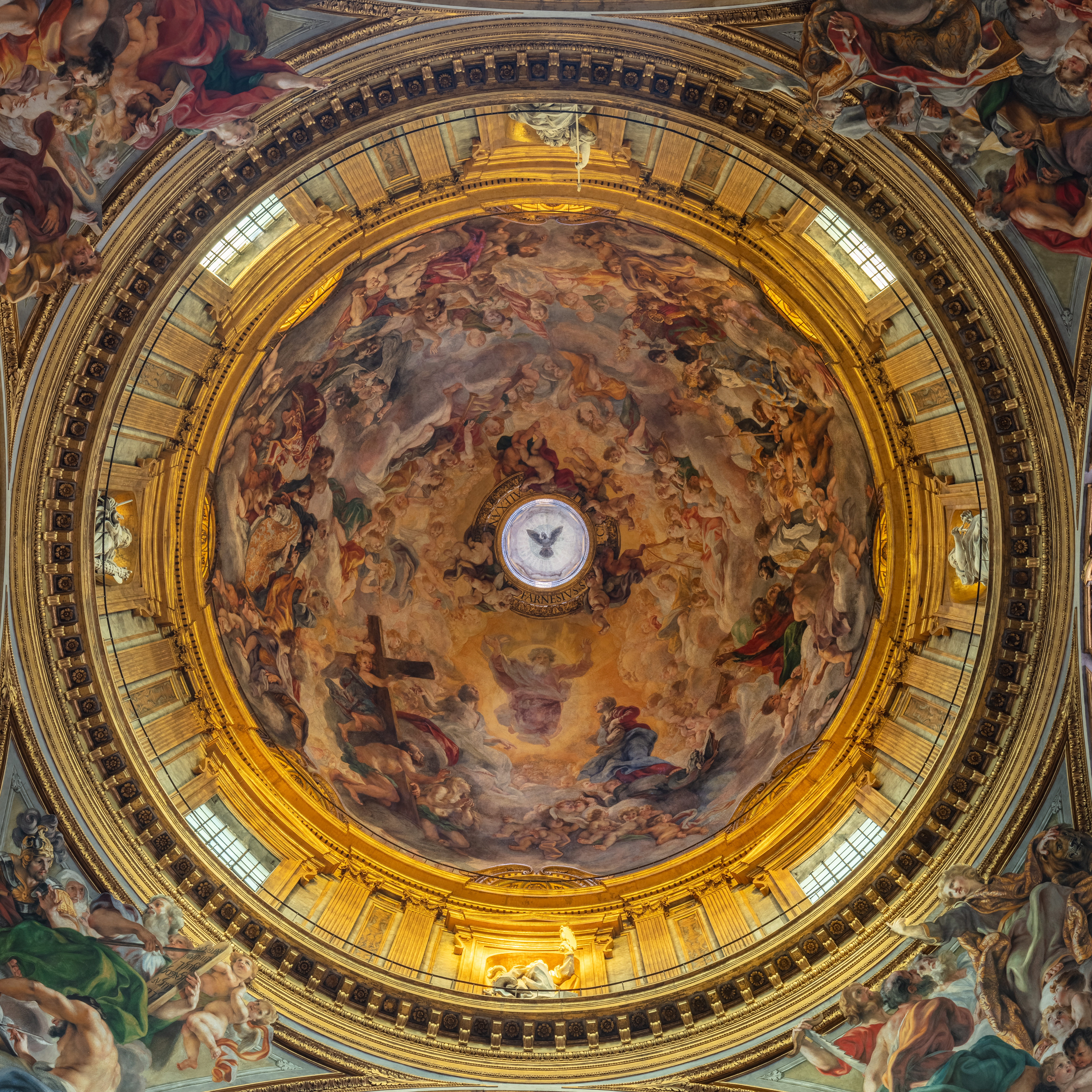
Fresques du Baciccio dans la coupole de l'église del Gesù de Rome (1674-1679).

Coupoles napolitaines
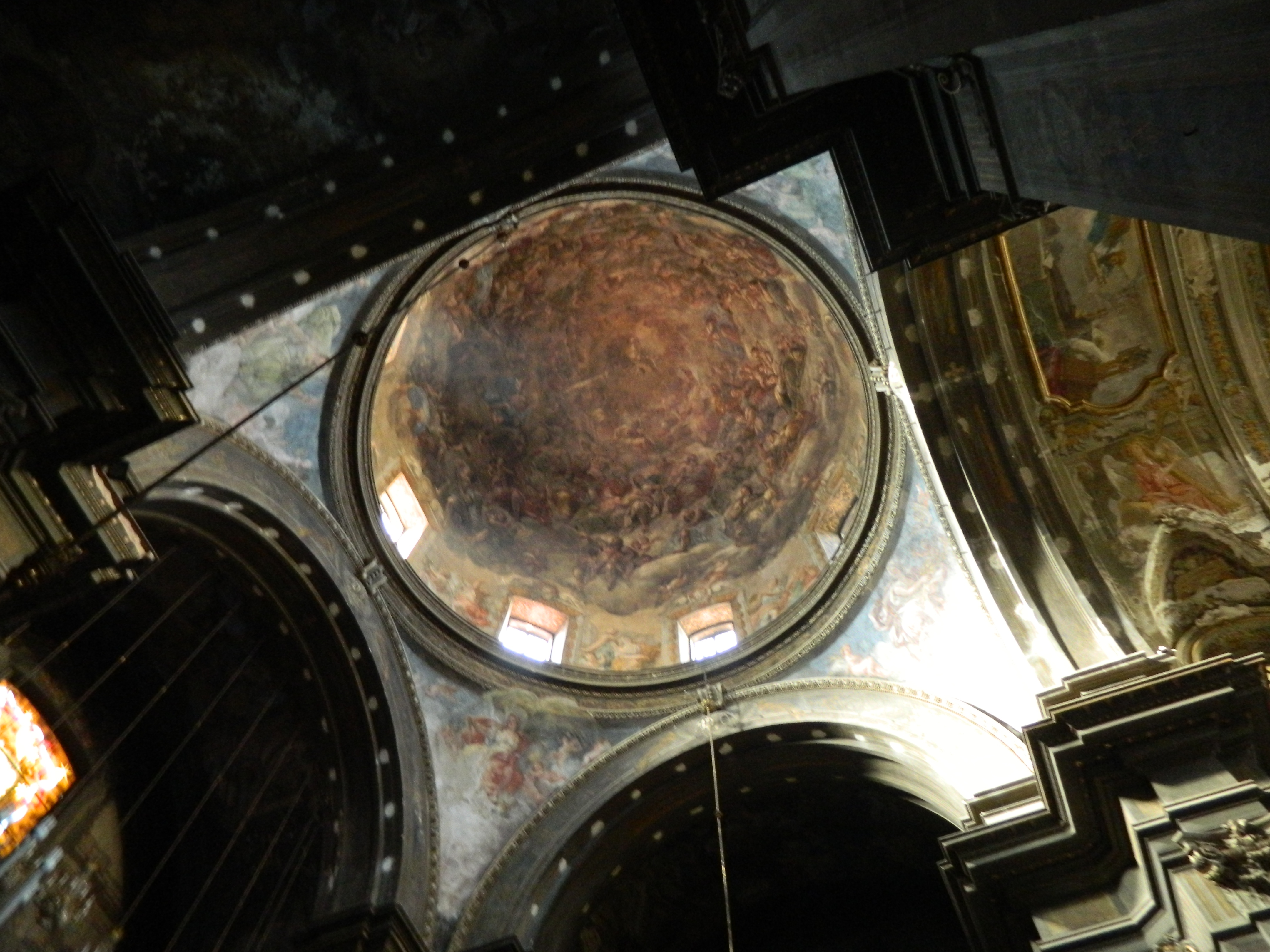
Fresques de Luca Giordano dans la coupole de l'église Santa Brigida (Naples) (1678).
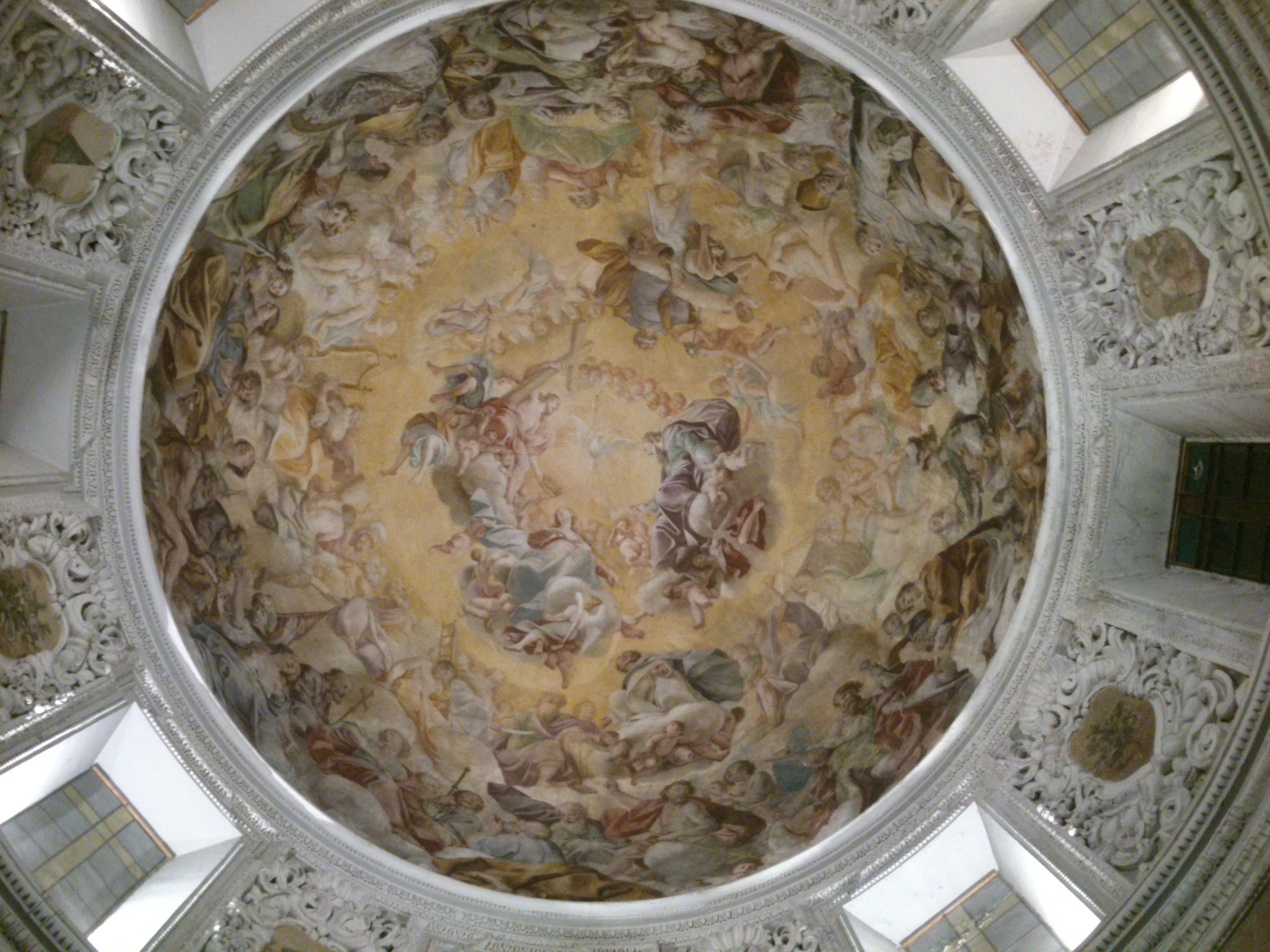
Fresques Angelo et Francesco Solimena dans la coupole de la cathédrale de Nocera Inferiore (1678-1680).
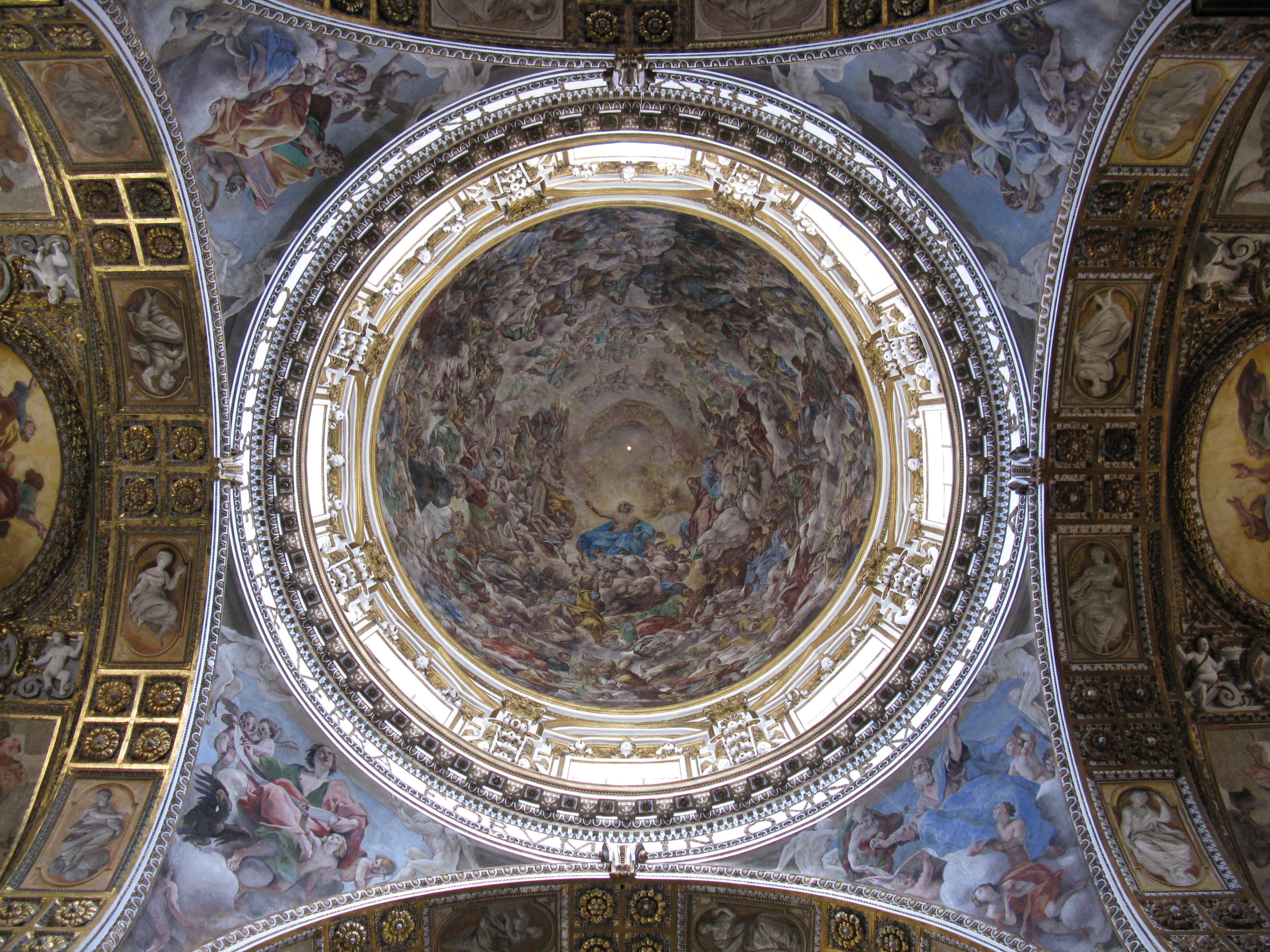
Fresques de Giovanni Battista Benaschi dans l'église Santi Apostoli (1680).
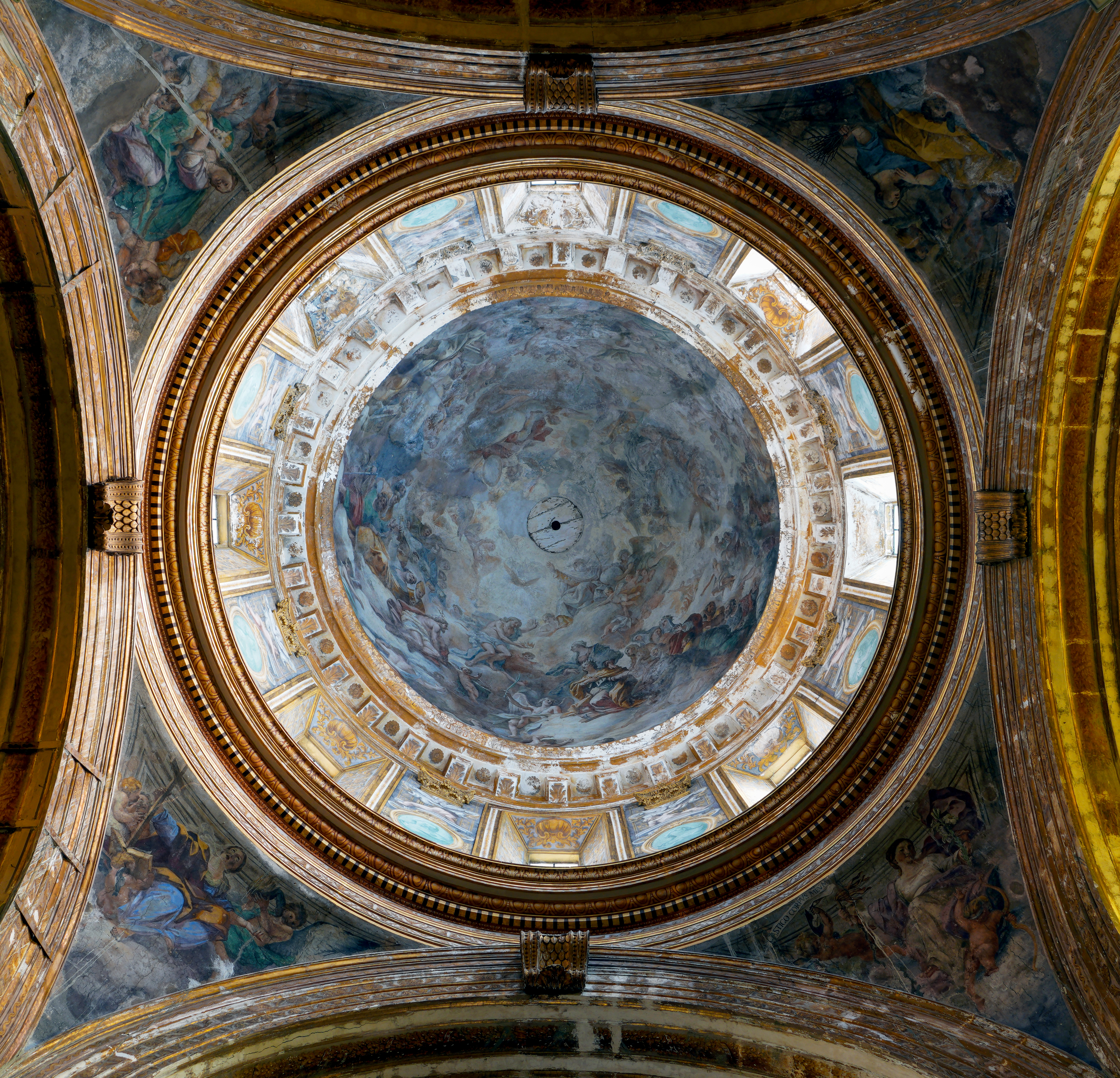
Fresques de Paolo de Matteis dans la coupole de l'église Santa Caterina a Formiello (1712).

## Hommages
Giovanni Lanfranco est évoqué par le poète et essayiste Yves Bonnefoy dans Rome, 1630, Flammarion, 1970, réédité et augmenté en 1994.

## Œuvres
- En province de Parme :
  - Sainte Agathe en prison, Galleria Nazionale
  - La Crucifixion, Chiesa di San Pietro, Porcigatone
  - La Vocation de saint Matthieu, Cassa di Risparmio,
- À Rome :
  - au Palais Mattei
  - Saint Pierre soignant sainte Agathe en prison, Galerie nationale d'art ancien, Palais Corsini
  - de la salle royale du Quirinal (sala Regia), avec Agostino Tassi et Carlo Saraceni
  - du cabinet des Ermites au Palais Farnèse,
  - de la chapelle Bongiovanni dans l’église Sant Agostino
  - de la chapelle Sacchetti à l’église Saint-Jean-des-Florentins
  - Nativité de la 2e chapelle à droite à l'église della SS. Concezione
  - Assomption de la Vierge à Sant'Andrea della Valle (1625-1627)
- À Naples :
  - Fresques (1637-1638) de la voûte de la nef de l'église de la chartreuse Saint-Martin.
  - Fresques de la coupole de l'église du Gesù Nuovo
  - Le Paradis (1643) coupole de la chapelle royale du Trésor de San Gennaro, cathédrale Notre-Dame de l'Assomption de Naples

Giovanni Lanfranco a aussi été graveur. On connaît de lui 31 estampes, principalement réalisées à l'eau-forte, notamment pour la Bible peinte par Raphaël.
- Pièces d'après la bible peinte par Raphaël d'Urbin
  - Dieu créant le soleil et la lune (7)
  - La Création des animaux (8)
  - Dieu présentant Ève à Adam (12)
  - Ève donnant à son mari le fruit de l'arbre de vie (9)
  - Adam et Ève chassés du paradis terrestre (10)
  - Adam et Ève assujettis au travail (11)
  - Noé faisant construire l'arche (13)
  - Noé offrant un sacrifice d'actions de grâce au Seigneur (16)
  - Abraham adorant les trois anges (18)
  - Loth sortant de la ville de Sodome (19)
  - Dieu apparaissant à Isaac, et lui défendant d'aller en Égypte (20)
  - Jacob surprenant la bénédiction de son père Isaac (21)
  - Jacob voyant en songe une échelle mystérieuse (24)
  - Retour de Jacob vers son père Isaac (27)
  - Joseph racontant à ses frères les songes qu'il a eus (28)
  - Joseph échappant des mains de la femme de Putiphar (30)
  - Dieu apparaissant à Moïse au milieu du buisson ardent (33)
  - Moïse recevant les tables de la loi sur le mont Sinaï (36)
  - Dieu sous la forme d'une colonne de nuées, s'entretenant avec Moïse (38)
  - Le Veau d'or adoré par les Israélites (37)
  - La Prise de Jéricho (41)
  - Josué commandant au soleil et à la lune de s'arrêter (42)
  - David recevant l'onction de Samuel (43)
  - David revenant en triomphe à Jérusalem, après avoir subjugué la Syrie (46)
  - Le Jugement de Salomon (48)
  - Jésus Christ nouveau-né adoré par les bergers (51)
  - L'Adoration des mages (52)
  - Saint Jean baptisant Jésus Christ dans le Jourdain (53)
- Sainte Marie l'Égyptienne
- La Harangue
- Le Priomphe

### Dans les musées
- Le Christ apparaît à sainte Marguerite de Cortone (1621), huile sur toile, 230 × 185 cm, galerie Palatine, Palais Pitti, Florence. Ornait l'autel de la chapelle Venuti dans l'église Santa Maria Nuova de Cortone[32].
- Samson, Bologne, Pinacoteca Nazionale
- Musée Capodimonte de Naples :
  - Le Sauvetage d'un animal
  - Madeleine portée au ciel par des anges, huile sur toile, 110 × 78 cm. Faisait partie de la décoration du plafond de la salle des Ermites du palais Farnese, via Giulia[33].
  - La Vierge à l'Enfant avec saint Charles et saint Barthélémy
- Retable de San Verano, Albenga
- Le Couronnement de la Vierge avec saint Augustin et saint Guillaume d'Aquitaine (v. 1616), toile, 220 × 144 cm Paris, musée du Louvre[34]
- Élie et la Veuve de Sarepta (1624-1625), Poitiers, Musée Sainte-Croix
- Jeune avec un chat, Londres, Walpole Collection
- Vierge à l'Enfant, Londres, Walpole Collection
- Saint Sébastien en gloire, Londres, Matthiesen Gallery
- Saint Conrad Confalonieri (vers 1618), huile sur toile, 238 × 146 cm, musée des beaux-arts de Lyon, inv. no A 124[35]
- La Séparation de saint Pierre et Saint Paul allant au martyre, Musée des beaux-arts de Carcassonne[36].
- Le Saint-Esprit dans une gloire, huile sur carton, 22 x 20 cm (ovale), musée des Beaux-Arts d’Orléans (disparu durant la Seconde Guerre mondiale)[37].